# 2010年日本における口蹄疫の流行

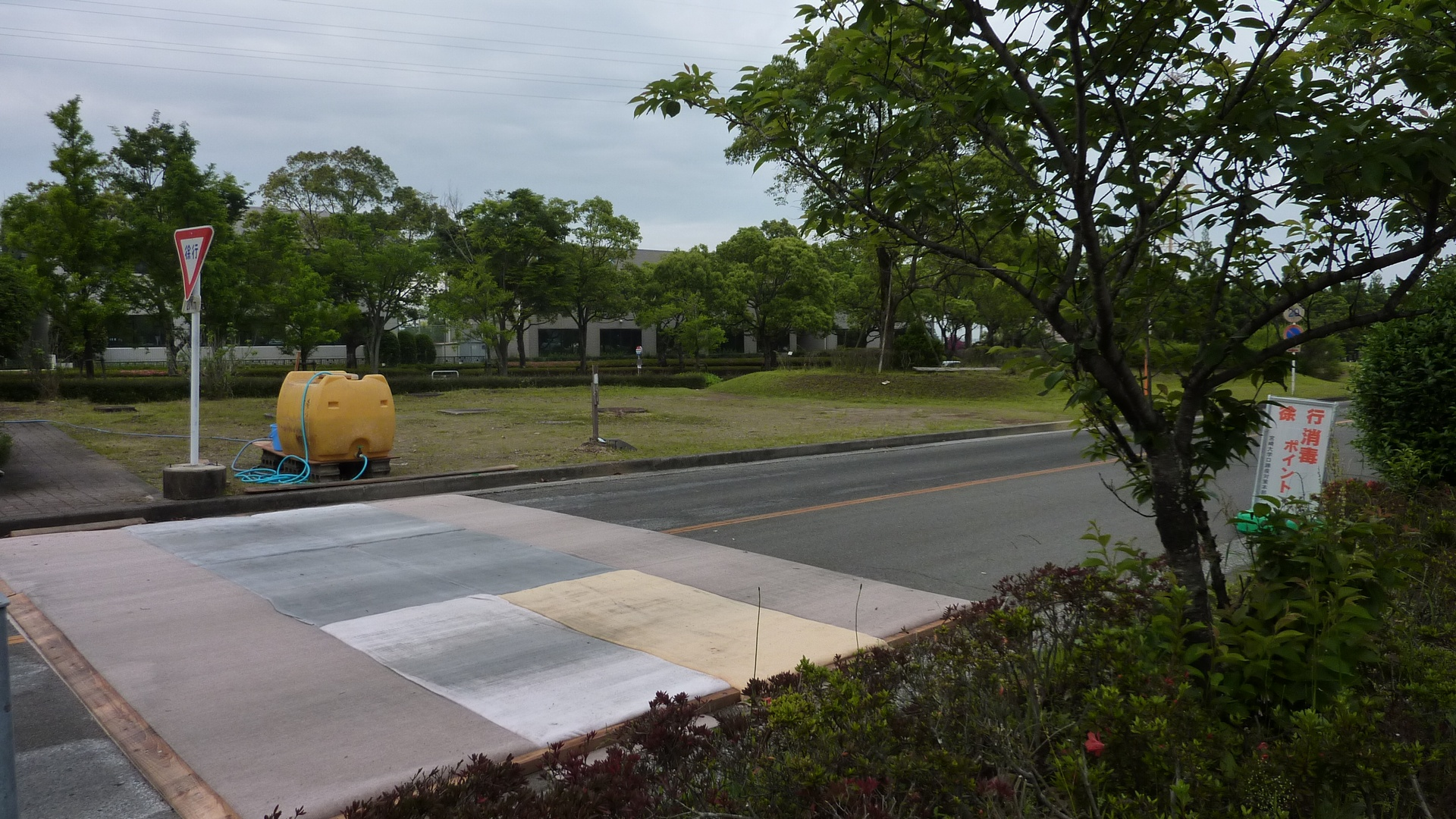
消毒ポイントが設置された宮崎大学構内（2010年5月）

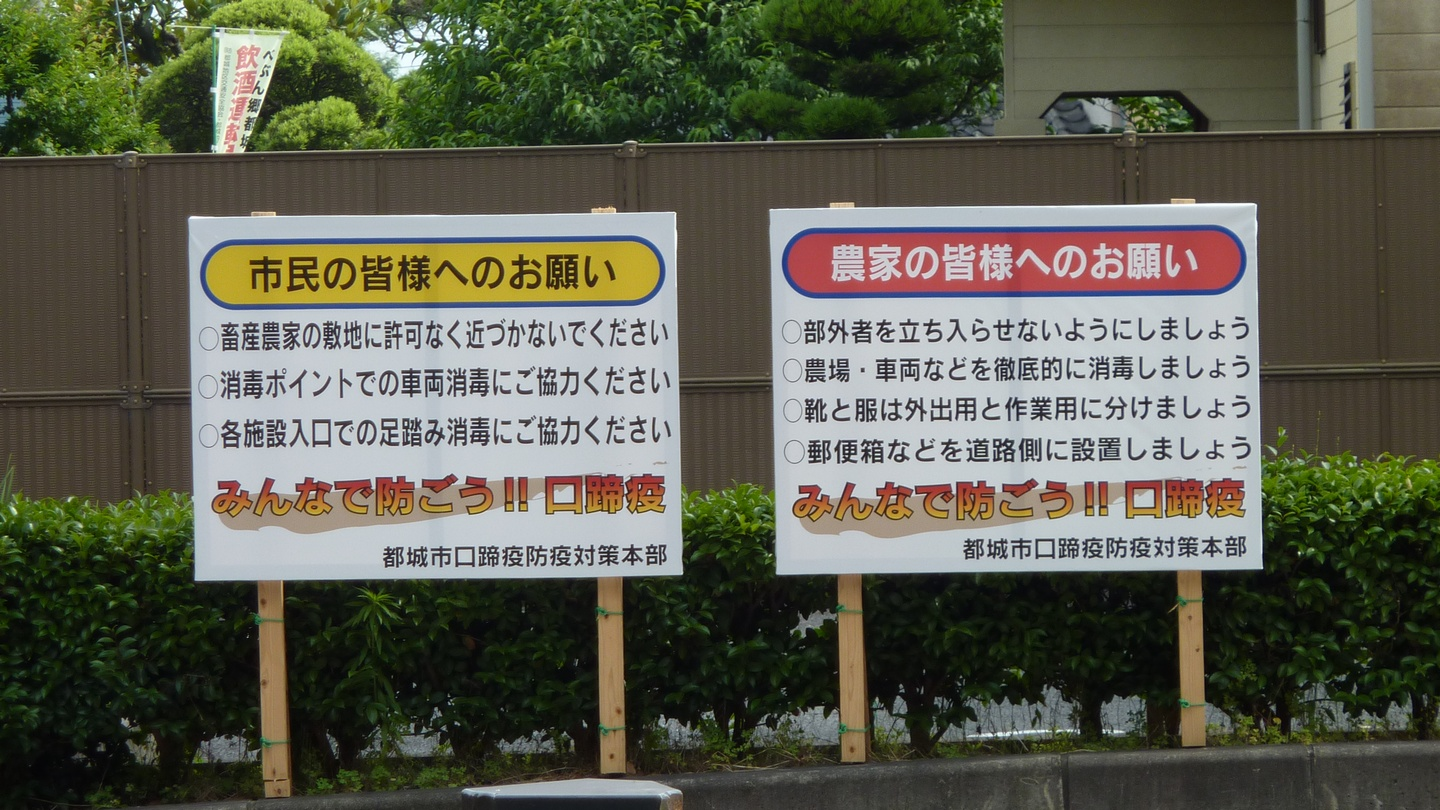
都城市が設置した市民への啓蒙促進の看板

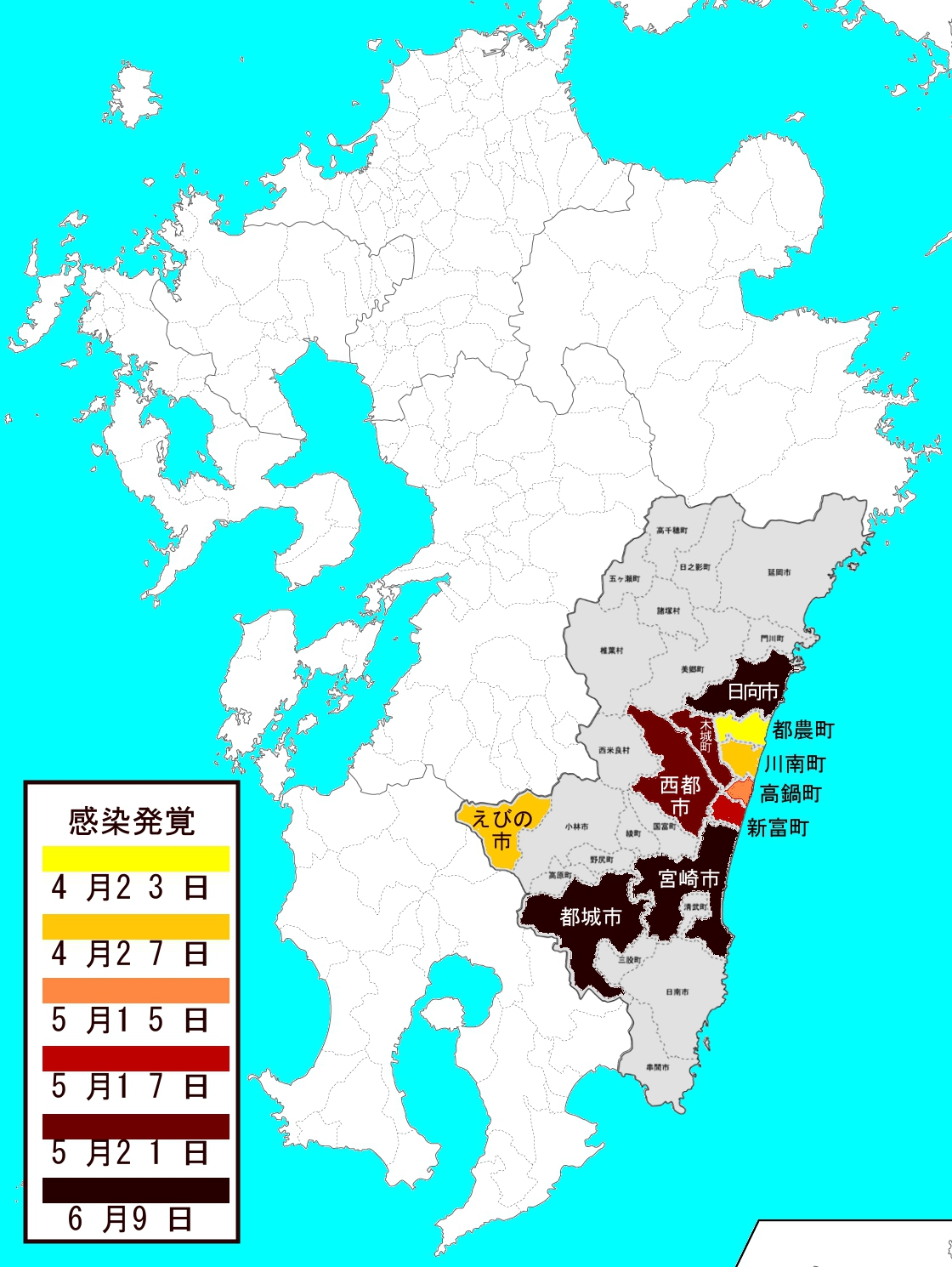
宮崎県：口蹄疫の発生地域

2010年日本における口蹄疫の流行（2010ねんにほんにおけるこうていえきのりゅうこう）では、2010年（平成22年）の春から夏にかけて、日本の宮崎県南部を中心に広まった口蹄疫の流行について記述する。
2010年3月頃発生し、2010年7月4日の終息確認まで、宮崎県で発生した牛、豚、水牛の口蹄疫の流行である。29万7808頭を殺処分した。畜産関連の損失は1400億円、関連損失を950億円とした。宮崎大学の根岸裕孝准教授（地域経済）は年間426億円の損失で3-5年続くとしている。
国の補償対象は計1,379戸。補償額528億円の内訳は、感染農家が288億円で、ワクチン接種農家が240億円。
口蹄疫が疑われる場合または発生した場合、家畜伝染病予防法・口蹄疫に関する特定家畜伝染病防疫指針 に沿って対応が実施される。家畜伝染病予防法は都道府県の法定受託事務にあたり、国の関与が制限される（詳しくは地方分権一括法を参照）。

## 検証報告
- 2010年10月29日、宮崎県口蹄疫対策検証委員会は中間報告[5] を発表し、発生前の防疫対策は不十分であり「海外で口蹄疫が発生する中で県として危機意識が高かったとは言えない」とした。また1例目の診断時に口蹄疫を疑わなかったことは「典型的な症状や感染拡大がなかったので、意図的な見落としではない」が、「（国に）検査検体を送るべきだった」とした[6]。他に「初期対応段階の判断・処置は適切であったか」「まん延段階、特別措置法に基づく措置の段階での判断・処置は適切であったか」「県の危機管理体制に問題点はなかったか」「国・市町村・各県・各団体との連携・協力はどうであったか」の4つを論点としている。
- 2010年11月24日、農林水産省の口蹄疫対策検証委員会の報告書は宮崎県の防疫の実態や政府の判断ミスを批判している[7]。特に畜産基地として発展した宮崎県の畜産インフラ整備の不備が指摘されている。

口蹄疫対策検証委員会報告書 PDF 1MB 50p
主な検証点は以下の通りである。
- 1例目で、宮崎県畜産へのダメージを恐れ、家畜保健衛生所が10日間報告を遅らせたと推測している。報告が遅れた他の公的農場の例もある。
- 家畜防疫員は47人で畜産農家約250戸に一人であり、全都道府県でもっとも手薄であった（全国平均は50戸）。初期の感染状況調査は、電話で行っていた。
- 県やJAの施設でも防疫が杜撰であった（10例目・豚の1例目・宮崎県畜産試験場（消毒に効果のない逆性石鹸を使い、それも抜け道あり）、13例目・JA宮崎経済連、101例目・宮崎県家畜改良事業団）。長靴・消毒槽がない民間農家や、立ち入り検査時に牛房の半分で症状が出ている大規模法人農場（7例目）があった。
- 5月19日の国の対策が遅かった。
- 宮崎県の種牛の特例救済は間違いであった。
- 牛豚等疾病小委員会の対応や開催頻度には問題があったと考えられる。（p7）（検証委員会に当時の小委員会メンバーは入っていない）また国、県、市町村の対策や連絡体制の不備が指摘されている。

- 2011年1月14日に宮崎県の最終報告（委員長：宮崎大学工学部教授原田隆典）が出た。
  - 2010年に宮崎県で発生した口蹄疫の対策に関する調査報告書（二度と同じ事態を引き起こさないための提言）（PDFファイル：102p:866KB）
  - 検証から見えた問題点と今後の改善のあり方（ポイント）（PDFファイル：6p:200KB）

## 経緯

### 3月
- 3月26日
  - 宮崎県児湯郡都農町大字川北の水牛農家からかかりつけの獣医に、モッツァレッラチーズを作るために飼っていた水牛の下痢について相談[8][9][10]。
- 3月31日
  - 上記の水牛について、獣医は県の宮崎家畜保健衛生所[11][12] に検査を依頼[13][14] しかし、通常の口蹄疫に見られる症状がなく、便などの検査でも下痢の原因となる菌やウイルスが見つからず[15]、結論が出ないまま下痢は治まったため、口蹄疫感染と診断されずに処理された[16]（3月31日に採取された検体は4月22日に遺伝子検査に出され、4月23日夕刻に口蹄疫感染が判明）[13]。公表資料6例目[17]。この時点で4頭に発症していたとの情報もある[18]（※この時点で症状を示した個体数は公式発表されていないが、県、国の資料によれば採取されていた検査材料は3頭分）。

### 4月
- 4月9日
  - 都農町の和牛1頭に口腔びらん等の症状を確認。開業獣医師（青木淳一[19]）から宮崎家畜保健衛生所に病性鑑定を依頼。宮崎家畜保健衛生所の家畜防疫員（獣医師）が当該農場の立入検査を実施したところ、症状がある牛が1頭のみで現時点では感染力が強いといわれている口蹄疫とは考えにくいため、経過観察とした（この段階では疑似患畜としては確認されず、公表もされていない。何の病性鑑定の依頼があったのかも不明）[20]。また、口中のかさぶた状の潰瘍と発熱、食欲不振、わずかなよだれはあったが、口蹄疫特有の水疱や激しいよだれが見られず、しかも発熱は1日で治まってすでに4日が経過していたことからも口蹄疫とは診断できなかった。口蹄疫ウイルスの潜伏期間は、牛の場合で約1週間であるため、獣医師は12日まで毎日往診したが、異常のある牛は見つからなかった[16][21]。
- 4月16日
  - 夕方、同じ症状の牛がみられるという報告。
- 4月17日
  - 再度、立入検査を実施したところ、別の2頭に同様の症状があることを確認。同日、病性鑑定を開始。
  - 防疫指針には「発症家畜が複数である場合には至急、動物衛生課に電話で連絡する」とあり、その対応を批判する声もある[22]（3月31日の時点で4頭に異常が見られたとの報道もある）。
    - （※指針によれば上記の報告は、“所有者、獣医から口腔や蹄などに水疱の形成等の異常が見られたと通報を受けた場合”を前提として（3）都道府県畜産主務課の措置 ア異常畜報告時 の項目に記載されており、イ 本病が否定される場合と続くため、獣医師の診断とは無関係）（家畜防疫員は所有者、獣医師等から“口腔や蹄などに水疱の形成等の異常が見られる”と通報があった場合に家畜保健衛生所長、都道府県畜産主務課へ報告するとの記述もある）（詳しくは「口蹄疫に関する特定家畜伝染病防疫指針[23]」第2防疫措置を参照）
- 4月19日
  - イバラキ病等の類似疾病について、全て陰性を確認。このため口蹄疫も疑われるので同日20時00分、検査材料を動物衛生研究所海外病部（東京都小平市）に送付（4月19日 - 20日にかけて農水省に連絡が入ったと推測される）。
- 4月20日
  - 都農町の和牛3頭の口蹄疫感染の疑いが確認され宮崎県が公表[24][25]。農水省は「口蹄疫に関する特定家畜伝染病防疫指針」[26] に基づき、赤松広隆農林水産大臣を本部長とする「口蹄疫防疫対策本部」を設置[27]。また、宮崎県は当該農家から半径10キロを移動制限区域、半径20キロを搬出制限区域に指定し消毒ポイントを設置する等の防疫対策を開始[28]。
- 4月21日
  - 精液ストローのほぼ全量（年15万本）を生産する県家畜改良事業団が供給停止した。流通在庫は約2ヶ月分、在庫は約1年分。
  - 赤松農林水産大臣が規格外の野菜販売促進の為、東京都内にあるジャスコ品川シーサイド店野菜売り場を視察する[29]。
- 4月22日
  - 農林水産委員会が開かれる（視聴可能）[30]。
  - 4月22日 事務連絡 宮崎県県獣医師会 支部長様 社団法人宮崎県獣医師会事務局長 井手口「宮崎県における口蹄疫疑似患畜の1例目の臨床症状及経過観察について」（情報提供）（教科書とは違う症状を説明）[31]
  - 自民党の口蹄疫対策本部が口蹄疫対策について、赤松農相に33項目の申し入れを行った[32]。
  - JA宮崎経済連は22日までに、口蹄疫の防疫対策として畜舎周辺の洗浄に使う「炭酸ソーダ」と、車両や靴裏などの消毒剤を確保、県内の全JAに配布を始めた[33]。
- 4月23日
  - 都農町での1例目の牛について口蹄疫（O型）と確定[34]。
  - 赤松農相が薬剤散布の全額国費負担を発表[35]。
  - 県は木城町と西都市の2ヶ所に、新たに消毒ポイントを設けた[36]。
  - 6例まで確認。355頭。水牛21頭、豚2頭、牛323頭。
- 4月25日
  - 新たに4頭の感染が確認。殺処分予定は1108頭に上り、この時点で過去100年間で最多の口蹄疫流行となることが確定。
  - 宮崎県が感染疑い農場周辺を通る県道307号尾鈴川南停車場線の一部区間（1.5 km）を一時封鎖[37]。
- 4月27日
  - 都濃町に隣接する児湯郡川南町の豚5頭についても、口蹄疫に感染している疑いが確認。
  - 東国原知事と中村幸一県議会議長、JA宮崎中央会の羽田正治会長が、赤松広隆農相らに経営安定のための予算措置、まん延防止につながる感染経路調査などを求めた[38]。
  - えびの市へ飛び火。県境のため鹿児島県、熊本県も厳戒態勢へ（以後5月13日4例目が最後。6月5日清浄化）。
- 4月28日
  - 国際連合食糧農業機関（Food and Agriculture Organization、FAO）は、日本と韓国における最近の口蹄疫発生（outbreaks）に関し、「4ヶ月に3件の発生は非常に懸念すべき事態」と指摘して、口蹄疫の脅威増加を警告[39]。また、日本と韓国から2001年に南アフリカ、英国、欧州で起きた口蹄疫蔓延の惨事が繰り返される可能性と、その被害が数百万ドルに達する可能性に言及し、国際的監視強化（heightened international surveillance）を呼びかけた[40]。（5月21日、5月26日を参照）
  - 10例目の感染を確認。農林水産省は第2回口蹄疫防疫対策本部を開催し[41] 隣接県全域での全額国庫負担による消毒薬散布、宮崎県における迅速な殺処分等の防疫措置を支援する獣医師などの増員等を決定した。また当初の感染例から約70km離れた宮崎県えびの市でも感染が疑われる牛が確認された（9例目）ため、「口蹄疫に関する特定家畜伝染病防疫指針」に基づきえびの市の発生農場にも移動・搬出制限区域の設定などの防疫対策が行われた。なお、えびの市の発生農場は疫学関連農場であった。
  - 自民党の谷垣禎一総裁が現地視察のためJA尾鈴（川南町）などを訪問。
- 4月30日
  - 相次ぐ感染報告（4月30日時点で12例4369頭の報告）から、政府は支援対象地域を4県（宮崎・鹿児島・大分・熊本）全域に拡大[42]。
  - 自民党の口蹄疫対策本部が口蹄疫対策について、舟山康江農林水産大臣政務官と松井孝治内閣官房副長官に2度目の申し入れを行った[43] が、山田農林水産副大臣は「要望そのものは、既に私どもが対応していること」であり、「対策そのものは十分、でき得る限りの対策はやっていると思っております」と反論した[44]。
  - 自民党の浜田靖一国対副委員長が赤松農相に、国内の口蹄疫対処を優先して外遊を中止すべきだと進言（5月19日で後述）。
  - 赤松農相がメキシコ、キューバ、コロンビアへの外遊に出発する[45]。帰国は5月8日。福島瑞穂内閣府特命担当大臣（消費者・食品安全、少子化対策）が外遊期間中の農林水産大臣臨時代理を務めた。

### 5月1日から15日
- 5月1日
  - 宮崎県は自衛隊に災害派遣を要請[46]。
- 5月2日
  - 感染累例15例、殺処分対象数8974頭。
- 5月4日
  - 舟山康江農林水産大臣政務官がデンマークへの外遊に出発[47]。帰国は5月9日。
  - 農水省は1、2、3、4、5、7、8例目の口蹄疫ウイルスが近年、韓国をはじめアジア地域で流行しているものと近縁である（O/JPN/2010）ことを確認[48]。
  - えびの市2例目。豚320頭。午後3:45写真判定から殺処分、埋却完了まで8時間[49]。
- 5月5日
  - 東国原英夫宮崎県知事が非常事態に相当すると発言[50]。
  - 宮崎県は、河野俊嗣副知事をチーム長とする特命チームを立ち上げた[51]。
  - 感染累例17例、殺処分対象数2万7772頭。
- 5月6日
  - 農水省は、今回日本で発生した口蹄疫ウイルスが韓国型に似ていると5月3日に発表したが、パーブライト研究所（口蹄疫の公式最終確認機関）の遺伝子分析の結果（配列解読は日本の動物衛生研究所）、2010年の中国・香港型にも非常に良く似ており、O/MYA/7/98（DQ164925）型とされると発表[52]。
  - 宮崎県は作業に従事する職員らの疲労が限界に達しつつあるとして、全市町村の対策本部を通じて人員の募集を開始[53]。
  - 感染が疑われる農場や畜産試験場は宮崎県内の35箇所に拡大。殺処分の対象は44,892頭に達した。
  - 山田農林水産副大臣は記者会見で赤松農林水産大臣が外遊先の国々と友好を深めたことを報告した[44]。
- 5月7日
  - 民主党の小沢一郎幹事長が宮崎県を訪れるが、具体的対策の提示はなかった[54]。
- 5月8日
  - 赤松農相が外遊から帰国し、栃木県佐野市で開かれた民主党の富岡芳忠衆院議員の後援会の結成式に出席するため直行した[55]。
  - この日までに49農場（児湯郡都農町と川南町、えびの市）の6万2426頭（豚：5万7938頭、牛・水牛：4488頭）が殺処分の対象となる[56]。
- 5月9日
  - 舟山大臣政務官が外遊から帰国。
- 5月10日
  - 新たに川南町の11農家の牛と豚に感染の疑いがあると発表。新たに殺処分対象となった牛と豚は合計1万2498頭、殺処分される牛と豚は計7万6852頭となる[57]。殺処分される豚は川南町全体の約半分になった。
  - 農水省は、香港当局から口蹄疫発生に伴い、設定された移動制限区域及び搬出制限区域以外で生産された豚肉の輸入を認めたとの連絡を受け、香港への豚肉輸出手続きを再開することを発表[58]。
  - 赤松農相が口蹄疫発症後の宮崎県を初めて訪問し、東国原知事、農業団体長、自治体長らと会見。赤松農相は「権限の問題ですべてを国がやれないのが宿命だが、大事なのはまず収めること。この難局は力を合わせてあたっていくしかない」[59]、「全く問題ない。万全の態勢でやってきた」「幸いにして3キロ圏内に封じ込められている」などの認識を述べた。自民党の古川禎久衆院議員（宮崎3区）が「現場は災害。何度も農水省、官邸に対策を申し入れている。今日、回答が出ると期待して来たのではないか」と赤松農相に発言すると、無所属で民主党会派に所属する川村秀三郎衆院議員（宮崎1区）が「具体的に回答している。PRしたって駄目だ」と赤松農相を援護したため、口論となった。
- 5月11日
  - 農林水産委員会が開かれる[60]（視聴可能）。自民党の江藤拓議員は民主党に現場の本当の苦しみをわかってほしいと呼びかけ、地元では赤松農相の解任を求める声が上がっているが、今は一丸となって取り組むべきだと赤松農相に伝える。
- 5月13日
  - 農林水産委員会が開かれる[61]（視聴可能）。
  - 新たに川南町の9ヶ所と、えびの市の1ヶ所の農場で、合わせて18頭の牛と豚に感染の疑いがあると発表。これで宮崎県内で処分の対象となった家畜は86例8万200頭余りになり、この10日間で9倍近くに増える[62]。
  - 5月13日 - 14日、宮崎県の畜産業にとって特に重要なエース級の種牛6頭を24km離れた西都市尾八重農場跡地（制限区域内）に移動。移動したのは「福之国（ふくのくに）」、「勝平正（かつひらまさ）」、「忠富士（ただふじ）」、「秀菊安（ひできくやす）」、「美穂国（みほのくに）」、「安重守（やすしげもり）」の6頭。
    - 宮崎県の県家畜改良事業団では55頭の種牛が飼育されており、この種牛6頭で宮崎県産の子牛の9割を担っていた。この県家畜改良事業団（高鍋町）から2km離れた川南町の農場での感染例（12日発見）を受けて、移動制限区域内の国の特例許可を受けての実現だった（最初は40km離れた西米良村が予定地だったが近くに飼育農家があるのが分かり、野営して60km移動した）[63]。
    - この6頭の中には後日口蹄疫感染が確認された種牛「忠富士（ただふじ）」が含まれる。5月22日の報道によると、移動時に既に忠富士にはよだれの症状があり、他の種牛5頭を含む周囲にウイルスをまき散らした可能性があるという[64]。

  - 「宮崎大学口蹄疫対策本部」（4月21日発足）が開催した「学内口蹄疫防疫対策説明会」に221名参加[31]。
- 5月14日
  - 農林水産委員会が開かれる[65]（視聴可能）。
  - ロシア連邦獣医植物衛生監督局が日本からの畜産品の輸入を禁止する措置を取る（5月17日広報）。
  - 赤松農水相は東国原英夫同県知事らが、一定地域内に限り感染していない家畜を含め全頭殺処分する可能性を示唆したことに対し、「健康な家畜を殺すのはどうなのか。人の財産権を侵すことは慎重に考えないといけない」として全頭殺処分に反対の意向を示した[66]。
- 5月15日
  - 宮崎県と鹿児島県の牛、豚のセリ市を当面中止[67]。
  - 県家畜改良事業団（高鍋町）で感染牛が確認され、宮崎県の名牛・種牛「安平（やすひら）」（21歳）を含む黒毛和牛種牛49頭と評定用肥育牛259頭が処分対象になる。特に重要なエース級種牛6頭は前日に移動済みで経過観察とする。宮崎産の子牛は年3万頭以上他県に集荷され、近江牛（4割が宮崎県産子牛）や松阪牛（同じく4割が宮崎県産子牛）、佐賀牛の一部となる[68]。残った6頭から種牛を育てるのに7年かかるので、宮崎県の畜産業にとって大打撃である。
  - 感染累計101例、殺処分対象数8万2411頭。

### 5月16日から 31日
- 5月16日
  - 処分済み4万9198頭（67%）、未処分3万3213頭。5月6日の3万頭から一向に減っておらず、処理が追いつかないことが浮き彫りになる。
  - 平野博文内閣官房長官と福島瑞穂内閣府特命担当大臣（消費者行政担当/当時）が宮崎県入りし、東国原知事と相次いで会談。東国原知事は平野官房長官との会談で、畜産農家の損失支援措置を求める要望書を手渡す[69]。また東国原知事と福島大臣との会談では知事が風評被害対策を要請、これを受けて福島大臣も「人体に影響がないことを消費者に理解してもらうようにしたい」と応じた[70]。
  - 感染累例111例、殺処分対象数8万5723頭（牛8212頭、豚7万7511頭）。
- 5月17日
  - 宮崎県立農業大学校（高鍋町）で感染確認[71]。高鍋町で2例目。そのほか、新富町でも乳牛が感染の恐れ（その後確認）、殺処分開始[72]。
    - 宮崎県の地理的に見て、海沿いに北から南へ都農町、川南町、高鍋町、新富町の市町村構成となっている。口蹄疫ウイルスが日に日に南方に拡大していることを現している。

  - 宮崎市の宮崎市フェニックス自然動物園が感染予防のため無期限臨時休園[73]。
  - 鳩山首相は17日昼に赤松農相に対し、口蹄疫防疫対策に2010年度の予備費から1000億円充てるように指示[74]（ただし、同日夕刻の野田佳彦財務副大臣の財務省の記者会見で「額は確定していない。1000億円という数字が出てくるとは思えない」と述べ、1000億円の拠出に否定的な考え[75]。同日夕刻のぶら下がり取材にて、鳩山首相は額は決まっていないと発言）。政府の口蹄疫防疫対策本部の本部長を赤松農相から鳩山首相に格上げし、夕刻開催した。山田正彦農林水産副大臣を長とし小川勝也首相補佐官も加わる対策チーム（スタッフ19人、農水省からは平尾豊德消費・安全局長ほか）が現地に常駐し、3チームで行動予定[76]。政府は特別措置法を検討中であり、財政当局は100 - 200億円規模を予定[77]。
  - 感染累例126例、殺処分対象数11万4177頭（牛・水牛8564頭、山羊4頭、豚10万5519頭）。
- 5月18日
  - 東国原知事が非常事態宣言を発令[78][79]。
  - 農水省専門家委員会で全頭処分とワクチン接種を検討し、県に非公式に打診。内容は半径10km圏で全頭ワクチン接種後処分、半径20km圏で全頭買い上げ後食肉加工して廃棄処分する計画[80]。
  - 農水省が川南町・高鍋町・新富町の農場で新たに感染の疑いがある家畜が確認されたと発表（公表資料112例目～126例目[81]、127例目～131例目[82]）。新富町では初の事例[13]。
  - 北海道ホルスタイン農業協同組合が全国最大規模の総合畜産共進会（9月）の開催を来年に延期決定[83]。
  - 兵庫県が但馬牛種牛12頭の半分程度と冷凍精液2ヶ月分を加西市から朝来市へ移す方針を決定[84]。
  - 宮崎県は肉用牛産肉能力検定所（高原町）が飼育する生後1年前後の種牛候補の牛16頭を、高千穂町へ避難させた。
  - 千葉県旭市農水産課によると、消石灰を1500袋4月30日に配布した以後、手に入らない状況が続いている[85]。
  - 感染累例131例、殺処分対象数11万8164頭、処分未完了約6万頭。
- 5月19日
  - 政府口蹄疫対策本部が「基本的対処方針」を公表[86]。主な感染地域から半径10キロメートル内の全頭をワクチン接種後殺処分することを発表。対象となる牛・豚は30万頭を超える見込み[87]。
  - 自民党の浜田靖一国会対策委員会副委員長は、「4月30日に赤松農相に対して、『対応策を練るために海外出張を取りやめたらどうか』と申し入れたが、振り切って海外に行ってしまった」ことを明かした[88][89]。
  - 衆議院外務委員会（15号）で、小野寺五典[90]（自由民主党・無所属の会）は、赤松農水相の外遊について質問。小野寺はメキシコ、キューバ、コロンビアの3国とも不要不急[91] の訪問であったとして、この外遊は「社会主義の先輩の国のカストロさんと会うこと、これが赤松さんの最大の目的」であり、日本政府ではなく赤松農水相にとって個人的に大事な用件[92] だったと主張し、「口蹄疫で泣いている宮崎の農家の皆さんのことを差しおいて」外遊を強行したことを批判した。
  - 鹿児島県、貴重な県産ブランド牛「鹿児島黒牛」の種牛12頭を鹿児島市から約100キロ離れた口永良部島（屋久島町）や種子島などに分散避難させる方針を固める[93]。精液の一部も分散保管決定（保管先は公表しない）。
- 5月20日
  - ワクチン接種および発生10km圏内の全頭殺処分の「基本的対処方針」について、山田農水副大臣と、川南町など宮崎県の2市7町の首長が会談。首長側は、方針が地元を無視した形で一方的に決定された上に、具体的な損失補償の内容が示されていない現状では地元の同意が得られないとして、畜産農家との協議と具体的な補償内容の明示を要望。山田副大臣は前日の記者会見で住民の同意を重視する趣旨の発言をしたが、会談後には理解を得たいとしつつも、「（ワクチン接種は）地元の同意がなくても可能」と発言。同席した東国原知事は「鳩山首相には大枠でいいので地元が納得のいくような補償を明示してほしい」と語り、法的には同意がなくてもワクチン接種は可能だが、全自治体から同意を得なければ実行は困難であるとの見解を示した[94][95]。
  - 民主党、全頭処分の対象となる畜産農家に対し、肉専用牛1頭当たり5万9000円、肥育豚1頭当たり1万2000円などの経営再開支援金を支払う方向で検討に入る[96]。
  - 自民党、被害拡大中に外遊を続けた赤松農相に対する不信任決議案を、来週にも衆議院に提出する方針を固める[97][98]。石破茂政調会長や浜田靖一国対副委員長も相次いで批判。衆院決算行政監視委員会でも阿部俊子衆院議員が、自民党議員らの進言を振り切って外遊に出かけた赤松農相を批判。赤松農相は「対処に問題は無かった」として、「外遊を物見遊山で責任放棄したように言われるのは非常に心外だ」と答弁した。連立与党の社民党からも、重野安正幹事長が口蹄疫拡大の責任を『第一に赤松、第二に福島』と表現し、所管大臣と臨時代理の初動に不十分さがあったのなら責任は取らねばならないとの見解を示した[99]。
  - 自民党は家畜を殺処分した畜産農家に対し、国が損失を全額補償するとした「緊急措置法案」を、来週中に国会に提出することを決定[100]。
  - 感染累例159例、殺処分対象数13万258頭、殺処分完了7万2776頭（56%）、未完了5万7482頭。
  - 衆院本会議にて江藤拓議員が赤松大臣に口蹄疫について質疑を行う[101]（視聴可能）。
  - 国道10号の日向市と都農町境界付近と、JA日向美々津支店付近に消毒マットを設置[102]
- 5月21日
  - 日本政府は、感染症を封じ込めるために専門家チームを派遣するという米国食糧農業機関による提案を断り、日本は、日本大使館を通じて、ローマに拠点を置く連食糧農業機関（FAO）から適切な助言を受け続けたいと語った[103]。
  - 民主党は家畜を殺処分された生産者に対し、国が損失を（評価額ベースで）全額補償するとした「特別措置法案」を来週中に国会に提出することを決定[104]。
  - 西都市尾八重牧場跡地に避難中のエース級種牛6頭のうちトップ（6頭の精液の内4分の1を供給する）「忠富士（ただふじ）」（7歳、BMS7.3）がPCR陽性反応（19日分と20日分の2回が陽性）、処分決定。残りの5頭は経過観察（19日分と20日採取分の2回が陽性）[105]（気性が荒いためこの牛だけ「2m（1部屋置いて）離れた」別室で飼育[106]）。
    - 通例ならば、同施設で飼育されている全頭が殺処分対象となる所だが、残りの5頭も殺処分となると宮崎県産子牛は完全に根絶やしになるため、特例措置が設けられた。

  - 感染地域が西都市（2例）と木城町（1例）にも拡大。制限区域を新たに設定。
  - 北海道が口蹄疫侵入防止対策本部（本部長・高原陽二副知事）を発足[107]。
  - 熊本県山都町で500リットルの消毒液が入るプラスチック製口蹄疫消毒用タンクに穴。県は誰かが故意に開けたものとみて警察に被害届[108]。
  - 感染累例171例、殺処分対象数13万3011頭（牛1万7370頭、山羊5頭、豚11万5636頭）。
- 5月22日
  - ワクチン接種開始。県外の獣医師27人を中心とする3人1組の27チームで実行、対象は都農町、川南町、高鍋町、新富町の4町の未感染家畜約20万5000頭（牛約5万頭、豚約15万5000頭）。3 - 4日で終わらせる予定[109]。
  - 東国原知事が高鍋町に残る49頭の種牛の処分撤回を国に要請する意向[110]。
  - 鳩山首相は赤松農相、小川首相補佐官らから、発生確認から1ヶ月以上が経った現状報告を受け、鳩山首相は「スピード感が大事だから県や地元の皆さんと協力してしっかり進めてくれ」と指示[111]。
  - 合計181例、136,265頭（牛17,734頭、豚118,526頭、山羊5頭）
- 5月23日
  - 埋却済み（用地確保分を含む）は90農場の計77,500頭で、進捗率は57%にとどまる[112]。
  - 山田正彦農林水産副大臣は記者団に対して「種牛49頭に対する特例は認められない」とし、さらに「殺処分が終わってないこと自体がおかしい」と述べた[113]。
  - 23日は30チーム増強し57チームで接種、ワクチン対象の約半分63,156頭に接種が完了した[114][115]。
  - 193例、144,335頭（牛18,561頭、豚125,759頭、山羊7頭、羊8頭）今日の発表分は川南、都農、新富、西都。えびの市の清浄化（感染地域指定の解除）を検討中。
- 5月24日
  - 山田現地本部長は鳩山首相、平野官房長官、赤松農水相と会談し、種牛49頭の処分方針を確認（東国原知事は「超法規的措置」を要望）[116]。
  - 200例、145,358頭（牛19,303頭、豚126,040頭、山羊7頭、羊8頭）
  - 宮崎県立高鍋農業高校（畜産科（寄宿制）生徒90名）の牛1頭が感染（全部で豚281頭と牛53頭。子豚は93頭、子牛は12頭）（197例目）（23日夕方から防疫作業、24日 - 26日臨時休校）。
- 5月25日
  - 赤松農水相が「反省していないとは言っていない。結果としてこれだけ被害が広がったことは申し訳ない気持ちでいっぱいだ」と発言[117]。
  - 209例、147,894頭（牛19,720頭、豚128,159頭、山羊7頭、羊8頭）、川南、都農、新富、木城（きじょう）の9件。
  - Yahooボランティアインターネット募金、20,820,108円、募金人数41,563人。
- 5月26日
  - 国連食糧農業機関（FAO）が宮崎県の口蹄疫流行は「世界的にみても過去10年間では最大規模の発生となっている」として、日本政府に、他国に感染させないよう全国規模で感染を封じ込める対策を徹底するように要求。農林水産省は、日本政府が要請すれば国際的な専門家を派遣するというFAOの意向に対し、現時点で受け入れる考えはないと伝えていたことを明らかにした[118]。
  - 218例、152,357頭（牛22,438頭、豚129,903頭、山羊8頭、羊8頭）川南町6、都農町1。ワクチン接種済みが10頭含まれる。
  - ProMED Mail - 国際感染症学会 のArnon Shimshonyは、ワクチン接種者による感染拡大という危険が心配されるとコメントしている[119][120]。
  - 自民党の法案を基に、被害拡大を防ぐための特別措置法案が衆議院農林水産委員会で可決。民主・自民・公明の合意による議員立法で、2年間の時限立法である。主な内容は国の責任で未感染家畜の殺処分や埋設が強制的に実施可能として、被害農家手当金や処分費用を国の負担とすることなどで、予算は1000億円とされた。この法案で民主党が歩み寄ったため、自民党は赤松農水相不信任決議案の提出をいったん見送った[121]。
  - ワクチン接種の99.5%が終了（接種対象125,200頭中124,698頭）した。まだ12農家の同意が得られていない（3人1組の接種チームを80チームまで増強）[122]。
  - 新宿みやざき館KONNNE での募金が300万円以上、「ふるさと納税」も急増、昨年度計約400万円だったが、今年は今月7～24日だけで2800万円を突破。同県川南町にも、既に昨年度の約7倍に当たる355万円が寄せられた[123]。
- 5月27日
  - 宮崎県口蹄疫被害義援金、27日現在総額4億7710万5,204円。
  - 221例、152,403頭（牛22,484頭、豚129,903頭、山羊8頭、羊8頭、殺処分完了91,846頭（60%）、未完了60,557頭（うち埋却地未定約8,000頭[124]）。1日の殺処分5,856頭）
  - 愛媛県が宮崎県に派遣した職員による講習会を開く。「4人がかりで牛1頭を殺処分した。薬品が十分に効いていなかった牛に蹴られてけがをした防疫員がいた」などの内容もあった[125]。
- 5月28日
  - 特別措置法案が参議院を全会一致で通過、成立する 口蹄疫対策特別措置法案 全文。
  - 処分農家への補償金の概算払いが始まる[126]。
  - Yahoo ボランティア 募金額2482万5,418円、募金人数5万0,088人
  - 224例、155,182頭（牛22,547頭、豚132,619頭、山羊8頭、羊8頭）（新規は川南町と高鍋町）。
  - 自由民主党、公明党、みんなの党、たちあがれ日本の4野党は、赤松農水相の不信任決議案を衆院に提出[127]。
  - 山田対策本部長が九州農政局で知事らと意見交換し「隣県に飛び火する可能性は高くなっている。消毒、防御をしっかりやっていただきたいとお願いした。（感染が広がったときに）県有地を用意し、即座に埋却処分できるような体制を整えておいていただきたい」と述べた[128]。
  - 2000年に動物衛生研究所主任研究官として宮崎で診断や抗体検査、防疫対策を対応した岐阜大学猪島康雄准教授が「前回のウイルスは伝染力が弱く、抑え込めたため、今回は対応が遅れたのではないかという印象がある」とし「発熱と下痢だけで口蹄疫を疑うのは難しい。見逃したとか、1人の獣医師に責任をなすりつけないで。発生農家が悪いのでもない」と述べた[129]。
  - 熊本県は山都町で、21日口蹄疫の感染防止のための消毒に使うタンクに何者かが穴を開けたとして警察に被害届を出したが、警察の調べで消毒液を噴射する機械の排気口からの熱で穴が開いた可能性が高いことがわかったとして28日、被害届を取り下げ[130]。
- 5月29日
  - 全国肉牛事業協同組合・日本養豚協会は宮崎県に対し、特例で避難しているエース級種牛5頭の殺処分を求めた。49頭の種牛の延命を求めたり、発症を国に報告しなかったことを「犠牲を強いられた生産者及び全国の生産者に対する裏切りで、疫学上あり得ない言語道断の行為」として非難した[131]。「（感染の可能性のある）種牛を残すことで、他県の生産者が心配で（子牛の）購入に行けない」と強調した[132]。
  - 埋却した牛や豚が、28日までで計約10万頭に達した。今後、ワクチン接種後の牛豚を含め、さらに約18万頭の処分が必要で、殺処分数は計約28万頭となる[133]。（埋却地が60ha必要）
  - 宮崎県家畜改良事業団が延命を求めていた種牛49頭の中の2頭が発熱し口蹄疫に感染したことを、宮崎県が国に報告していなかったことが発覚。発熱は22日と26日に1頭ずつ出ていた。東国原英夫知事に報告していたが農林水産省への報告はなく県ぐるみの隠蔽工作[134]。
  - 232例、162,159頭（牛28,669頭、豚133,474頭、山羊8頭、羊8頭）、川南4件・都農1件、高鍋3件（158例目に391頭の追加）。新規全件ワクチン接種済み。
- 5月30日
  - 子牛相場9%アップの39万円、取引数前年の2割のためランクを落として仕入れ[135][136]。
  - 赤松農水大臣が2度目の宮崎訪問（県庁、新富町役場、農家視察[137]）。「拡大が押さえ込めていない。ほんとうに申し訳なく思う」と知事側に陳謝し、その上で残る5万5000頭の処分を今週中にするように求めた。
  - 238例、163,492頭（牛30,002頭、豚133,474頭、山羊8頭、羊8頭）新規6例、川南1件、都農2件、新富2件、西都1件（全例24日 - 26日にワクチン接種済み）。
- 5月31日
  - Yahoo ボランティア 54,386人、26,515,986円
  - 「安平」を含む種牛49頭処分完了。残りは5頭（西都市尾八重牧場の新畜舎2棟に）。
  - 247例、164,057頭（牛30,567頭、豚133,474頭、山羊8頭、羊8頭）川南4件、都農4件、高鍋1件。殺処分前提でのワクチン接種を終了した牛豚を含めると277,055頭に[138]。（殺処分対象頭数の推移のグラフ）
  - 宮崎県は口蹄疫対策として、総額426億2153万円の一般会計補正予算案を発表（4回目で総額は542億3169万円）[139]。
  - 家畜の移動制限区域にある「ミヤチク」都農工場で搬出制限区域から受入れた家畜の食肉処理を開始[140]。

### 6月1日から6月15日
- 6月1日
  - 鳩山首相が宮崎入りするも、滞在時間は約2時間[141]。
  - 253例169,881頭（牛31,711頭、豚138,154頭、山羊8頭、羊8頭）。248例目 - 253例目合計6件5824頭、都農3件、川南1件、高鍋1件、西都1件（全例24日 - 26日にワクチン接種済み）。
- 6月2日
  - 264例（6月1日分追加を含む）、都農4件、川南6件、高鍋1件。合計頭数は、179,207頭（牛32,045頭、豚147,145頭、山羊9頭、羊8頭）（22日 - 28日にワクチン接種済み）。
  - 本日までの殺処分対象は、疑似患畜・患畜分が179,207頭、ワクチン分が92,881頭。合計272,088頭。殺処分・埋却終了が127,027頭。殺処分が6,896頭（豚が6,768頭）[142]。
- 6月3日
  - 269例、180,004頭（牛32,226頭、豚147,761頭、山羊9頭、羊8頭）。新規は新富1件、都農1件、川南2件、高鍋1件（一部PCR未判定分を含む）。24日 - 26日ワクチン接種済み。
  - Yahooボランティア、27,773,654円、56,791人。
  - 宮崎県口蹄疫被害義援金の状況（平成22年6月3日現在）
    - 総額 8827万円
    - 県に対する寄付金（5月28日現在）36件、1,237万円
    - ふるさと納税（5月28日現在）申込 3,900件、入金 1,898件、総額 4740万円
- 6月4日
  - えびの市が清浄地域に。4月28日の1例目以来5月13日の4例目で最後。農家数406戸。
  - 口蹄疫対策特別措置法施行。
  - 殺処分完了140,526頭（牛14,726、豚125,794、山羊・羊16）。
  - 宮崎県全域が車両消毒義務地域に（口蹄疫対策特別措置法）。
- 6月5日
  - 274例、181,413頭（牛32,704頭、豚148,692頭、山羊9頭、羊8頭）川南1件、新富1件、木城1件。殺処分対象頭数272,191（牛66,451、豚205,723）。昨日までの殺処分完了140,526頭（牛14,726、豚125,794、山羊・羊16）。
- 6月6日
  - 宮崎牛の種牛5頭、PCR検査2週間陰性、抗体検査も陰性。
  - 殺処分4,159頭（牛1,127、豚3,032頭）。殺処分完了は144,685頭（53%）、殺処分対象全頭数は272,191頭、未処分127,506頭。
- 6月8日
  - 宮崎県口蹄疫被害義援金等の受付状況
    - 宮崎県口蹄疫被害義援金総額 10億2632万4,256円
    - 県に対する寄付金の申込み43件、総額 1億2380万0,000円
    - ふるさと納税申込 4,299件、入金 2,208件。総額 6211万0,061円
- 6月9日
  - 280例目、新市町村…都城市高崎町大字江平、肉牛250頭（鹿児島県に隣接）。都城市に対策本部設置。（国内有数の畜産地帯、2,600戸の牛飼育農家で76,585頭、190戸の養豚農家で398,804頭、2006年の肉の生産額が牛151億円、豚225億円で、市町村別で全国トップ[143][144]。）
  - 280例、牛33,361頭、豚152,871頭、山羊・羊17 頭、計186,249頭。
  - 宮崎市跡江（新地域）1件（豚1,325頭）、西都市下三財1件（牛550頭）、日向市平岩（新地域）1件（牛349頭）
  - 国は獣医師30人を大学などから追加派遣予定。獣医師30人、補助員20人が不足しているため。6月9日現在100人の獣医師を動員しているが、各県農林部局が中心だった[145]。
  - 川南町川南1件（豚627頭、5月24日ワクチン接種）、木城町高城1件（豚1,760頭、5月23日ワクチン接種）
  - 285例、190,818 頭（牛34,250頭、豚156,551頭、山羊9頭、羊8頭）。
  - 都城市「ミヤチク」高崎工場（10km圏内）が操業停止。4月20日に停止した都農町都濃工場（5月31日に制限区域内の処理を開始）、6月11日に日向市の南日本ハム（日本ハム子会社）が停止するため、宮崎県内の豚、牛の処理能力が半減、20km圏内の食肉処理にも影響[146]。20km搬出制限圏内には県畜産試験場（高原町）、都城市食肉センター（平江町、年間牛1万頭、豚25万頭）、都城地域家畜市場（黒毛和牛子牛年約5千頭）がある。
  - 「コブクロ」（小渕健太郎、宮崎市出身、宮崎工高）と今井美樹（高鍋町出身、高鍋高校）、今井の夫でギタリスト・シンガーの布袋寅泰が応援曲「太陽のメロディー」を作詞・作曲[147]。（今井美樹は既に宮崎県に500万円寄付）
  - 新たな確認5,594頭。殺処分5,963頭。殺処分対象275,692頭。殺処分完了164,595頭（60%）。未殺処分111,097頭。
- 6月11日
  - 川南町川南1件（牛74頭：6月8日ワクチン接種済）、西都市茶臼原1件（牛1,351頭：5月24日ワクチン接種済）。
  - 鹿児島県は24時間消毒を実施中の主要道路7本を除く、80本の道路を封鎖要請するが、各市は難色を示す。都城市は32所のうち市道6か所を12日午後にも封鎖する方針。20か所の市道と農道では通行を地元車両に限定する規制。県道など残り5か所は県が対応する。曽於市は6本の市道を封鎖、20本を住民の車両に限定する。志布志市と霧島市は規制を行わない姿勢。九州各県から警官の応援[148][149]（人員・手段は県から自治体に丸投げで困惑している[150]）。
    - 車線の封鎖や看板の設置などを行っているが、通行の是非は運転手に任されているのが実態[151]。
    - 監視員1-2名を置いた（建設会社のボランティアと警備会社）。

  - Yahooボランティア、午後9時に3001万円、62,517人。
  - 宮崎市では11日午前6時半から80人で開始し、午後5時半までに1425頭の埋却完了。日向市は10日から始め、11日午後10時までに349頭の埋却を完了した。
- 6月12日
  - 菅直人首相、宮崎市内の畜産農家と県庁を訪問。「国家的危機との認識を持っている。政府の責任者として全力を挙げる。必要なことは人、物、金含めて対応していきたい」と強調した[152]。
  - 山田大臣などが約束した特別措置法による対策費（現在約400億円）政府全額負担が、関係省庁の反対で決まらず。ワクチン接種関連費の県の1/5負担（110億円以上）が焦点となっている模様[153]。
  - 県立中央図書館、「生目の杜運動公園」を含む宮崎県と宮崎市の194箇所の公共施設を臨時閉鎖。都城市も開館したばかりの歴史資料館「都城島津邸」など、108施設を11日から閉鎖した[154]。
  - 大分・熊本・鹿児島の3県全域が車両消毒義務地域に（口蹄疫対策特別措置法）。
  - 288例目、新富町大字新田、豚921頭、5月23日ワクチン接種済み
  - 288例、197,685 頭（牛36,788頭、豚160,880頭、山羊9頭、羊8頭）
  - 都城市消毒24ヶ所 消毒ポイント20ヶ所、消毒マット2ヶ所、消毒プール2ヶ所
- 6月13日
  - 西都市尾八重牧場の種牛周辺の移動制限を解除。5頭の種牛は留まる。
  - 289例目、西都市大字下三財、牛33頭（3頭が症状）、10日の場所から北500m（ワクチン接種対象外）。
  - 雨天のため処分数ゼロ。
  - 殺処分対象（ワクチン接種含む）の27万5751頭のうち、処分済み17万6990頭（64%）、残り9万8761頭。感染疑い（計19万7701頭）が85%、殺処分が前提のワクチン接種（7万8050頭）は12%。高鍋町では感染疑いの牛（1万3861頭）のうち処分済みが20%[155]。
- 6月14日
  - 新発生地1km圏内で抗体検査（サンプル）。
  - 政府は20日までに全処分完了の意向。
  - 都城市の人気施設「高千穂牧場」（年間来場52万人）が閉鎖（オンラインショッピング は可能）[156]。
  - 鹿児島県の小学校2校が修学旅行の行き先変更。1校は宮崎・西都市の予定を熊本市に、もう1校は高千穂牧場から霧島市の「県上野原縄文の森」に[157]。
- 6月15日
  - 大分県佐伯市が宮崎県延岡市に通じる林道2本にゲートを設け封鎖した[158]。
  - 自衛隊増派、16日からは、現場180名（全体330名）体制。
  - 獣医師増員、現場153名（全体172名）体制。
  - 処分は2,872頭。殺処分対象275,768頭。処分完了184,001頭、未殺処分91,767頭。
  - 平成22年6月15日現在の宮崎県への寄付金
    - 寄付金総額 12億0549万円
    - 県に対する法人等からの寄附金の申込み、55件総額1億3060万円
    - ふるさと納税申込4,473件、入金3,599件、総額 9772万円
    - Yahooボランティア68,016人、募金額 3201万円

### 6月16日から6月30日
- 6月16日
  - 290例目、新市町村：東諸県郡国富町大字木脇、牛234頭、ワクチン未接種。
  - 篠原孝農水副大臣（政府現地本部長、京大農学博士）は、径10～20kmの搬出制限区域の早期出荷について「感染が治まれば急いでやる必要はない」とし、事実上断念することを明らかにした[159]。
  - 5月の子牛取引前年比6割減、価格1割上昇[160]。
  - 大分県豊後大野市（橋本祐輔市長）が口蹄疫感染の宮崎住民は断る。公民館や体育館、小中学校など約100か所で川南町や宮崎、西都、都城の各市など終息したえびの市を含む5市6町の住民。（畜産農家341戸、牛約5,300頭、豚約7,300頭を飼育。2007年度の畜産生産額は約29億8000万円[161]。）
- 6月17日
  - 北澤俊美防衛相は現在の自衛隊340人態勢に加え、県内から230人、終息しない場合にはさらに九州全域の900人の増派、総勢1,430人体制が可能とした[162]。また楠田大蔵防衛大臣政務官（福岡5区）が19日まで現地に常駐する。14日から獣医師170人体制で対処している。
  - 東国原英夫宮崎県知事、消毒緊急アピールを発表[163]。
- 6月18日
  - 291例目、宮崎市大字跡江（宮崎市2例目、10km圏外、ワクチン未接種）、肉牛38頭
  - 国が全額補償する政令を決定（総額199億円を予定）（6月12日には県に100億円以上負担を求めていた）[164]。
  - 殺処分7,709頭。これまで殺処分対象276,040頭。処分完了211,544頭(77%)、未処分64,469頭。患畜・疑似患畜の未処分12,474頭（牛8,624頭 豚3,850頭）。
- 6月20日
  - 川南町の感染疑い牛・豚約14万5千頭の殺処分が終了した。西都市と高鍋町で残る約8,400頭の処分を急ぐ。ワクチン接種家畜のうち、未処分の約4万9千頭（19日時点）についても作業を本格化させる。高鍋町では20日は雨のため対象5農場のうち4農場で作業を断念した[165]。
  - 家畜共済が支払い対象とならず、「加入している意味がない」などと苦情が寄せられ、県共済連が対応に苦慮している。法では疑似患畜の場合、国の補償が4/5と決まっており、残りを補償していた。今回は生後23カ月の繁殖雌牛の場合、評価額81万円で4/5を掛けて64万8千円。共済連評価額50万円で、損失が発生しない計算となり支払いができない[166]。
- 6月24日
  - 午後1時54分、疑似患畜の発生が確認されていた全ての農場において殺処分が終了した[167]。
  - 口蹄疫防疫措置実施マニュアル 平成22年6月24日22消安第2898号 農林水産省消費・安全局長通知 公表
    1. 農場から家畜保健衛生所に通報があれば、2時間以内に立ち入り検査
    2. 動物衛生研究所の遺伝子検査を待たず、写真で感染疑いを早期に判定
    3. 疑い確認から24時間以内の殺処分、埋却
- 6月25日
  - 宮崎県新富町で国に報告せず牛1頭を殺処分した疑い。（2010年7月15日発覚）
- 6月26日
  - ふん尿など未処理の排泄物が大量に残っていることが分かった。指針では排せつ物も農場内で埋却・焼却することが原則であるが、とても手が回らないし場所もない[168]。
- 6月27日
  - 清浄性検査の結果、都城市（7月2日予定）と日向市（7月3日予定）で制限解除の見通し（1例がELISA検査待ち）[169]。
  - 「今井美樹×小渕健太郎with布袋寅泰+黒田俊介」による宮崎への応援歌「太陽のメロディー」のCD発売日が7月28日に決定。ワーナーから税込み525円。※このCDと配信の売上利益は、宮崎県口蹄疫被害義援金に寄付される[170]。
  - 巨人、宮崎県に1,076万円寄付 口蹄疫被害支援[171]。
- 6月30日
  - 殺処分対象だった約27万6,000頭の家畜の処分が完了した。

### 7月
- 7月2日
  - 宮崎県は、殺処分対象の家畜が全て処分されたこと、13日間以上、感染疑いの患畜が発生していないこと、夏休みが近づいていることなどから、非常事態宣言を一部解除した[172]。
- 7月4日
  - 宮崎市跡江で口蹄疫の牛を発見（292例目）、7月11日の宮崎市、7月16日の宮崎全県の解除は延期[173]。
- 7月9日
  - 宮崎県が殺処分の対象になっている種牛6頭を処分せず、県側で無償で引き取る特例措置を要求。これに対し山田農林水産大臣は「宮崎県は口蹄疫の危機意識があまりにもなさすぎる。認識の甘さが被害拡大を招いた。特例は認められない。」と厳しく批判した[174]。
- 7月10日
  - 東国原知事が山田農林水産大臣のこの発言に対し、「口蹄疫は国家的危機管理の問題であり、地方の責任だという国家がどこにあるのだろうか？口蹄疫が宮崎県に抑えられただけでも奇跡に近く、ここまで口蹄疫の感染を抑えた宮崎県民もとい隣県等の多大なる関係者に失礼ではないか？」と批判した[175]。
- 7月15日
  - 同年6月25日に移動制限区域内の宮崎県新富町で感染の可能性のある牛1頭が見つかったが、県は検査を求めた獣医師の意見に従わず国への報告もせず殺処分にした事が発覚。宣言解除に影響を及ぼした可能性もあり、家畜伝染病予防法違反も疑われている[176]。
- 7月16日
  - 殺処分回避を求めていた高鍋町の畜産農家が6頭の殺処分を受け入れ[177]、翌17日に種牛6頭の殺処分と埋却を終えた。
- 7月18日
  - 高鍋町を中心とした家畜の移動制限区域と制限区域内の住民の非常事態宣言を解除[178]。
- 7月27日
  - 午前0時を以って宮崎市の発生農家を中心とした家畜の移動、搬出制限区域を解除。以降発生の恐れが見つからなければ8月27日に終息宣言を出す方針[179]。
  - 宮崎県での影響は、全26市町村のうち5市6町で発生し発生農場数292農場、牛の殺処分頭数6万8,266頭（県全体の22%）、豚の殺処分頭数22万34頭（県全体の24%）、ヤギや猪などその他343頭、埋却地251箇所（面積は約142万m²）、中止されたイベントは226、封鎖された施設は約400施設、義援金の総額は25億7,800万円（7月22日まで）、ふるさと納税の申し込みは4,227件（7月22日まで）にも及ぶ[180]。

### 8月から9月
- 8月14日
  - コミックマーケット78において「宮崎県のおにくを守り隊」が制作した口蹄疫義援チャリティー同人CD「yell」を販売、「宮崎県のおにくを守り隊」がサイトやtwitterでの呼びかけにて企画の趣旨に賛同し、集まった総勢22サークルが、オリジナル楽曲を製作して収録した。コミックマーケット以外では、アニメイトとメロンブックスで委託販売されている。CD原価、及び送料を差し引きした売り上げを全て「宮崎県社会福祉法人宮崎県共同募金会」に寄付する。また、チャリティー同人誌も製作されて販売されている。
- 8月27日
  - 東国原宮崎県知事が終息宣言を発表[181]。
- 9月2日
  - 宮崎県えびの市で口蹄疫感染の可能性が否定できない牛1頭が見つかったことを発表。これを受け宮崎県内家畜市場2箇所の競りが一時中止されたが[182]、典型的な症状である水疱は見られず、その後の検査で陰性と確認された[183]。

### 10月
- 菅内閣が宮崎県の復興支援政策を決定。宮崎県が地方債を発行し、1000億円規模の基金をつくることを認め、その運用益を県内の市町村支援や観光振興などに充てる内容で、国は「基金33億円」と地方債1000億円の「利息の3分の2」を負担する[184]。
- 農林水産省が国際獣疫事務局（OIE、本部・パリ）に口蹄疫の発生がないとする「清浄国」の認定を申請[185]。

### 2011年
- 国際獣疫事務局に申請した「清浄国」の認定が認められる[185]。
- 4月で口蹄疫発生から一年が経つ事から宮崎県は4月を「口蹄疫防疫月間」と定めて、もし口蹄疫が再び発生したとしても迅速に対応できる様にと県職員による口蹄疫が発生したとの想定での防疫対処の訓練が行われる。
- 4月26日
  - 都城市で口にただれが見られ、口蹄疫の疑いもある牛の遺伝子検査の結果が判明。結果は陰性で、口にただれが見られた牛を飼育する農場から半径20km圏内の移動制限区域は解除される。

### 2013年
- 3月31日、宮崎県は口蹄疫の発生を受けて設置していた「防疫対策・復興対策合同本部」を約3年間で復興にめどがついたと判断し解散した。
- 4月20日、2010年の口蹄疫発生から3年を迎えた4月20日、最初の感染疑いが出た都農町で、殺処分された牛や豚などを慰霊する畜魂祭が町主催で行われた[186]。

## 潜伏期間
- 口蹄疫の潜伏期間は「口蹄疫ウイルスと口蹄疫の病性について」[187] によれば牛6.2日、豚10.6日。ウイルスの量が少なければ潜伏期間が長く、多ければ短くなる。必ずしも一定ではない。
  - 最新の資料では潜伏期間は2 - 14日であり、3 - 5日の場合が多い。
- 感染した日時と、発症する日時に差がある。
- また、「豚の飼養密度が高い地域に発生すると、地域のウイルス汚染度が高まり、空気伝播や風による伝播が起こりやすくなって、防疫が困難になるとの指摘がある」との記述もある（最新の権威ある文献によると、「1頭の感染した豚は毎日4億個のウイルス粒子を放出し、たった10粒で牛を感染させることができる」という）。
- えびの市での症状確認、豚への感染確認と大きな変化の見られた27日9例目・10例目[188] についてウイルス量による潜伏期間の変化を無視して考えた場合は以下のように考えられる。
  - 豚の症状が確認された10例目は5月15日 - 16日の時点で感染していた可能性が高い。
  - えびの市への感染が確認された9例目は5月20日 - 21日の時点で感染していた可能性が高い。

## 疫学的な感染ホストの特徴
- 西浦と大森による宮崎の流行データ分析結果[189] によると、牛の農場は豚の農場よりも4.2倍（95%信頼区間：3.9,4.5）感受性が高く、感染しやすい。一方で、豚の農場は牛の農場よりも8.0倍（95%信頼区間：5.0,13.6）感染性が高く、2次感染を起こしやすい。これは英国の2001年流行でも見られてきたことである。

## 支援策

### 政府
- [3]家畜防疫互助基金（未加入でも支払う）と同額を生活対策費として支援する。（農水省の見積もり）
  - 肉用牛繁殖農家（30頭）で477万円
  - 肉用牛肥育（160頭）で944万円
  - 養豚一貫経営（1880頭）で3218万円
  - 酪農経営（45頭）で707万5000円
- [1]殺処分する牛、豚は時価評価方式で全額を補填
- [2]ワクチン接種から殺処分までの飼育コストは一日あたり単価で飼養日数実績で支払う
- [4]埋却に要する経費支援では、農地の使用不能による逸失利益（地代相当）と環境対策に要する経費を支援（町による土地購入は別途検討）
- [5]経営再開支援策は▽リース方式による家畜導入への助成、▽家畜疾病経営維持資金の融資枠の拡大等する、の5項目[190]。

### 自衛隊
5月1日、宮崎県の口蹄疫被害拡大により殺処分の対象頭数が急増したため、東国原宮崎県知事は防衛省・自衛隊に児湯郡川南町への災害派遣を要請した。テレビ報道では、自衛隊員が獣医とともに白い防疫服を着用して畜舎を掃除し、殺処分後の埋却を行う映像が繰り返し報道された。同年7月27日に陸上自衛隊第43普通科連隊と航空自衛隊第5航空団は待機を解かれ完全撤収する。
派遣部隊（5月23日現在）
陸上自衛隊 - 埋没処理の掘削作業 及び殺処分支援 消毒ポイントの運営業務
- 第43普通科連隊（宮崎県都城駐屯地）

九鬼東一連隊長（47歳）、延べ19,187人（終息まで）
- 第376施設中隊（都城駐屯地）
- 第8師団司令部（熊本県北熊本駐屯地）
- 第8施設大隊（鹿児島県川内駐屯地）

航空自衛隊 - 消毒ポイントの運営支援 地元市町村役場への連絡要員派遣
- 第5航空団（宮崎県新田原基地）

派遣規模
人員約220名（延べ約3,330名）
車両約40両（延べ約960両）施設車両等含む
派遣内容
- 埋却関連
- 検問（9ヶ所）

埋却地の提供
- 宮崎県新富町にある航空自衛隊新田原基地（公式HP）内に4ヶ所、4ha、豚2万頭分を提供予定[193]。

### 日本国外
- 台湾が宮崎県に義援金300万円を寄付。宮崎県は2009年夏の台風で台湾に見舞金を寄付し、2010年1月には宮崎-台北間で定期航空便が就航するなど、相互交流が活発化している[194]。

### 国際連合食糧農業機関
- 日本の口蹄疫拡大を懸念し警告を出していた国際連合食糧農業機関（FAO）では、家畜の感染症対策に当たっているルブロス主席獣医官が「国連として日本に対し専門的な支援を行いたい」と述べ、日本政府から要請があれば助言のために国際的な専門家を派遣する考えを示した。それに対し、農林水産省の担当者は「今は日本としても感染対策を懸命に行っているところであり、今後、必要であれば受け入れを検討したい」と述べ、 FAOに対し現段階では専門家を受け入れる考えはないと伝えた[195][196][197]。

### 応援メッセージ
- 絆メッセージ：宮崎日日新聞

### 募金・ふるさと納税

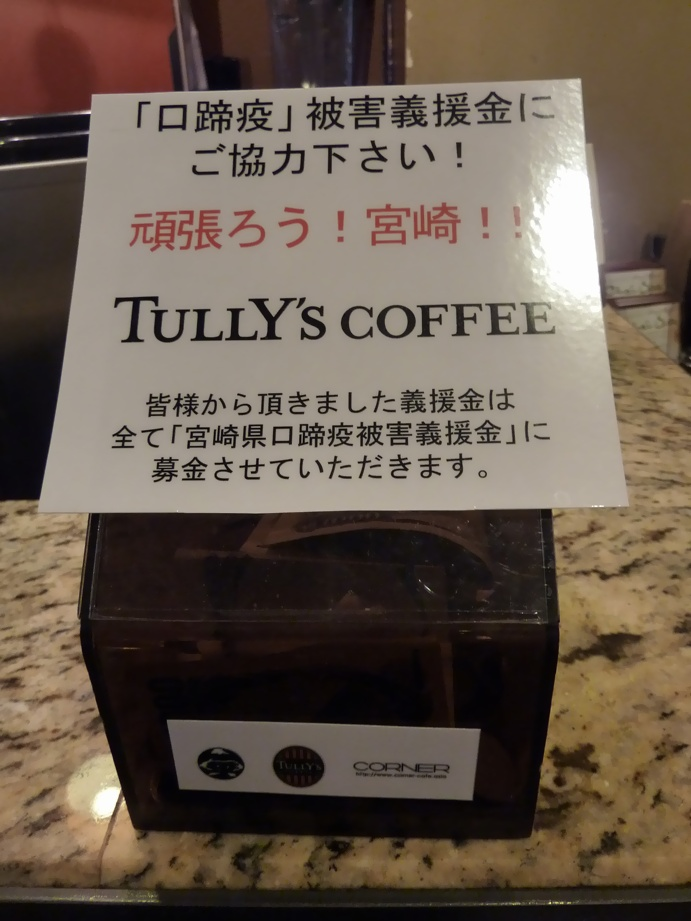
民間でも義援金を募る動きが広まる（宮崎市内のカフェの募金箱）

#### 宮崎県口蹄疫被害義援金
- 赤い羽根みやざき：宮崎県共同募金会（5月28日更新）
- 宮崎県（5月25日更新）
- 期間 2010年5月14日 - 7月20日
- 税制上ふるさと納税と同等扱いを予定。
- 宮崎県と宮崎県共同募金会の合同事業、JAも参加。多くの募金は最終的にここに寄付されており、各地に配分される予定。
  - 多くは振込手数料無料。郵貯銀行からの振込では振込手数料80 - 735円（通常・3万円未満・ATMで80円）がかかるほか、振り込む金融機関と振込先金融機関の組み合わせによっては、数百円の手数料がかかる場合があります。
  - 5月20日までの募金9,400万円、ふるさと納税2,200万円[198]。
  - 5月20日9,400万円、5月24日3億2514万円、5月27日4億7710万円、6月2日8億3773万円、6月8日10億2632万円、6月15日12億0549万円[199]
- Yahooボランティア 中央共同募金会：インターネット募金が可能、携帯も利用可能。
- 新宿みやざき館KONNE（宮崎県のアンテナショップに募金箱がある）（福岡市天神のKONNEでも募金中）
- 宮崎日日新聞社 本社や県内支局に直接現金持参

#### 企業の店頭などの募金窓口 （終了）
- ダイエーグループ、
- セブン&アイ・ホールディングス（イトーヨカドー、セブンイレブンなど）
- ユニー・サークルK・サンクス
- カルチュア・コンビニエンス・クラブ
- はてな（はてなポイント専用）
- ソフトバンクモバイル
- チャリティダイヤル（5月24日より）
- ECナビポイント募金（1ポイント＝0.1円）
- ヤマダ電機
- 宮崎県口蹄疫被害宛てEdy募金・・Edyカード、おサイフケータイ（ドコモ・au）で募金
- タリーズ・コーヒー（宮崎県内の募金箱）

#### 自治体の募金窓口
数字は6月8日現在
- 宮崎県（279例）
  - ふるさと宮崎応援サイト ふるさと応援寄付金（ふるさと納税）
  - みやざき県産品オンラインショッピング（宮崎県の物産を買って支援する）
- 川南町（195例）
  - ふるさと納税川南町
  - 川南町口蹄疫対策支援金
  - 川南町商工会
- 都農町（30例）
  - ふるさと納税
  - 都農町口蹄疫被害義援金
- 新富町（16例） 新富町ふるさと納税
- 高鍋町（25例） 高鍋町ふるさと納税
- 木城町（4例） ふるさと納税
- 西都市（5例）西都市ふるさと納税
- えびの市（4例、6月3日終息） えびの市心のふるさと寄付金
- 都城市（6月10日発生確認）
  - 都城市ふるさと納税応援団（6月10日発生確認）
  - 都城市口蹄疫対策支援金
- 日向市日向市口蹄疫対策支援金（6月10日発生確認）
- 国富町国富町ふるさと納税（6月16日発生確認）
- 宮崎市宮崎ふるさと愛寄付金（6月10日発生確認）

### 主な企業・団体などの募金
- 5月18日、昭和シェル石油（とソーラーフロンティア）は宮崎県で発生している口蹄疫被害の対策のために、宮崎県に1,000万円の義援金を拠出することを決定[200]。
- 霧島酒造（都城市）5,000万円
- ハンズマン（都城市）1,000万円
- 5月20日、宮崎県の旭有機材工業（旭化成関連）は500万円の義援金を寄付[201]。
- 大阪市のグンゼは100万円を「社会福祉法人 宮崎県共同募金会」に寄贈[202]。
- 5月23日、広島宮崎県人会（広島在住の宮崎県出身者団体）が、広島県広島市内で義援金募金活動を行った[203]。
- エスフーズ 8000万円（こてっちゃん）（会社5000万円＋社長3000万円）
- UMKテレビ宮崎グループ 5000万円
- キャノン・グループ 1000万円
- 読売巨人軍・広島カープ・ソフトバンクホークス・西武ライオンズ球団各々義援金300万円 合計1200万円
- 日本相撲協会 500万円
- 旭化成 1000万円
- クボタ（農機具大手） 1000万円
- 平和テント（宮崎市） 1000万円
- （社）宮崎県建設業協会 200万円
- プライムデリカ（相模原市、プリマハム系列でセブンイレブンに納入） 100万円
- 宮崎大学農学部同窓会 100万円
- コロプラ 100万円[204]
- 日本バレーボール協会 300万円[205]

### 個人・チームなどの募金
- 5月10日、女子プロゴルファーの横峯さくらが賞金1200万円を宮崎県に寄付することを自身のブログで発表[206]。また横峯自身は16日にはフンドーキンレディースで今季初勝利を挙げた際のスピーチでも口蹄疫対策への協力を呼びかけ、無料サイン会を行うなどしている[207]。
- 5月17日
  - 宮崎市で毎年春季キャンプを行うプロ野球の読売巨人軍、福岡ソフトバンクホークスの2球団が宮崎県の畜産農家への義援金として球団及び球団選手会名義でそれぞれ300万円を贈ることを発表した[208][209]。
  - 宮崎市で合宿中のラグビー日本代表が義援金を宮崎県に寄付した[210]。
- 5月18日、都城市で毎年キャンプを行うプロサッカーJリーグのFC東京が宮崎県の畜産農家の義援金として都城市を通じて寄付することが発表された[211]。
- 5月21日
  - 宮崎市で毎年キャンプを行うプロサッカーJリーグのセレッソ大阪が球団と選手会の連名で口蹄疫支援義援金を宮崎市に贈ることを発表した[212]。
  - プロサッカーJリーグの鹿島アントラーズも球団と選手会の連名で、宮崎県に口蹄疫支援義援金として100万円を贈ることを発表した[213]。
  - 日南市天福球場で毎年春季キャンプを行うプロ野球の広島東洋カープが口蹄疫支援金として300万円を贈ることを発表し[214]、同じく日南市南郷町で春季キャンプを行う埼玉西武ライオンズも球団と選手会の連名で300万円の義援金を宮崎県共同募金会に贈ることを発表した[215]。
  - タレントの島田洋七は福岡市中央区の百貨店で、宮崎県を支援する募金活動を行い、「一つの県の問題ではなく九州全体の問題」と買い物客に協力を呼び掛けた[216]。
- 5月22日、日本相撲協会は緊急理事会決議で宮崎県に支援金500万円を贈ることを決めた[217]。尚、宮崎県への支援金贈呈式は5月23日の大相撲5月場所千秋楽の土俵上で行われた。
- 5月23日、宮崎県日向市出身のプロ野球東京ヤクルトスワローズ：青木宣親外野手が口蹄疫支援チャリティーサイン会を明治神宮野球場で開催[218]。
- 5月26日、宮崎県は、5月21日付で同県児湯郡高鍋町出身の女優：今井美樹が500万円の義援金を県に寄付したことを公表[219]。
- 5月30日、宮崎市出身のタレント：ダルビッシュ紗栄子が口蹄疫で被災した農家に義援金として300万円を寄付[220]。
- 6月3日、宮崎県延岡市出身の大相撲立行司：第35代木村庄之助が義援金として100万円を宮崎県に寄付[221]。
- 6月4日、宮崎県都城市出身（姫城中学）の俳優：永瀬正敏が義援金として300万を寄付すると共に、自らのホームページにチャリティーサイトを開設した[222]。
- 6月15日、ジャパンラグビートップリーグの三洋電機ワイルドナイツが口蹄疫対策義援金として、宮崎県ラグビー協会に15万円を贈った[223]。

### 個人・チーム・NPOなどの応援活動
- 口蹄疫バスタオル 第2次募集（NHK-TV全国放送 5月29日）

口蹄疫バスタオルプロジェクト【臨時収集所】大谷 憲史
2010/8/7を持ってバスタオルプロジェクトは組織を解散した。残存するバスタオル約6000枚とフェイスタオル約200枚消毒マット約1200枚は代表者の大谷氏が自宅倉庫で管理し、今後の風水害の際に支援物資として活用することを計画している。
大谷氏が財政的に逼迫し個人的カンパを募っている。口蹄疫関連で事業としていたパソコン教室が開催できなくなり、バスプロの経費を個人で負担していたりしたため、とても困った事になっている模様。
- タオル、洗剤の募集（宮崎大学HPより）

【急募!】支援物資募集のお願い（5月31日（日）に宮崎大学生協まで、以後も連絡を）
- 6月11日現在、川南町や都農町では、寄付された使い切れないタオル入が山積みとなっており、県は、寄付する時は事前の連絡を呼びかけている。

## 地方自治体の独自対応

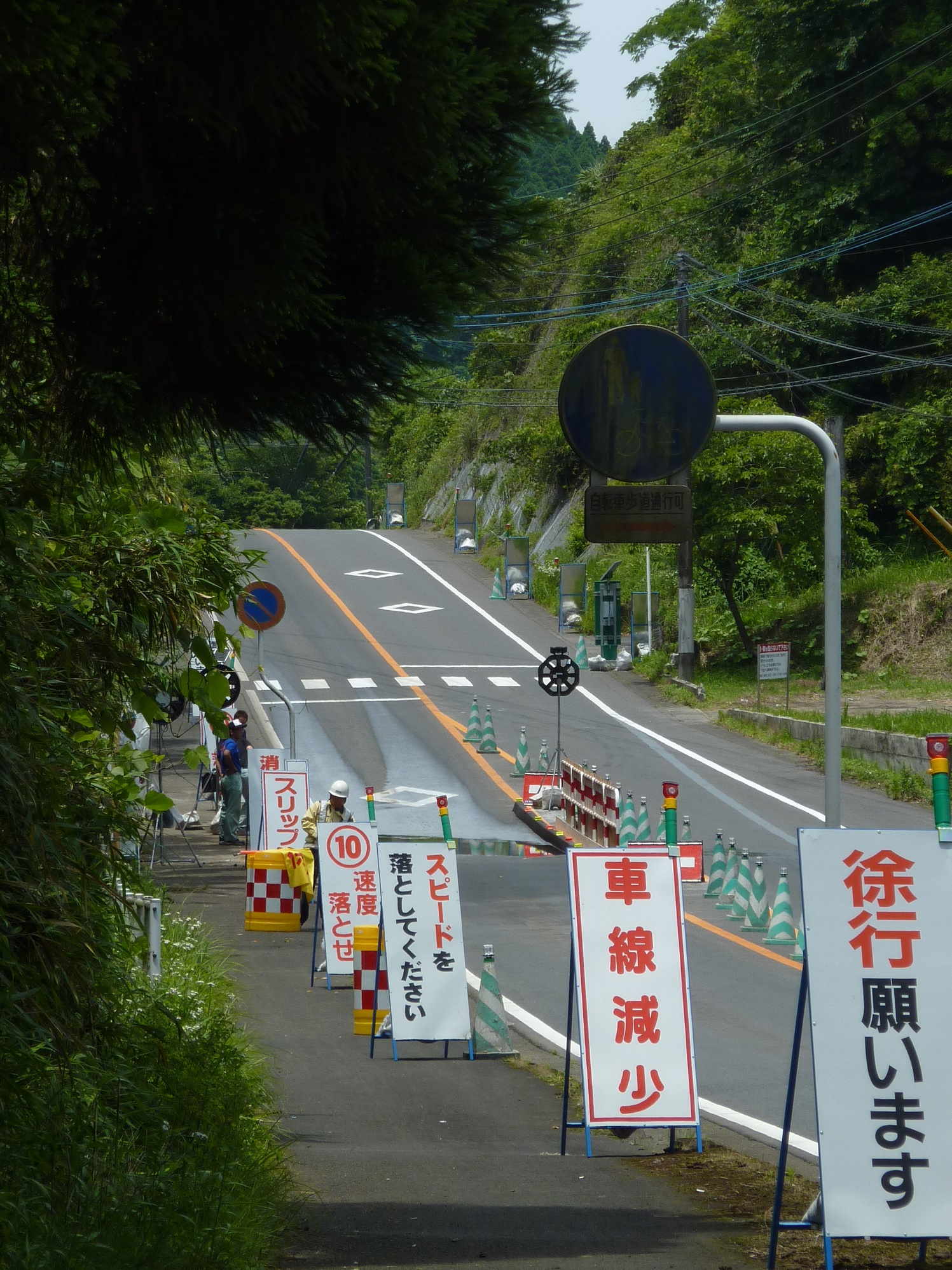
国道269号の消毒プール（都城市）

宮崎県での口蹄疫被害が拡大・長期化するのに伴い、各県、政令指定都市が政府の支援とは別に独自に設定した口蹄疫対策予算や対応策。
- 主な動き（5-6月）
  - 全畜産農家に対する清浄性調査
  - 種牛、種豚、冷凍精液の分散
  - 家畜伝染病予防法（9条[225]）に基づいた知事命令による消毒
  - 消毒薬（炭酸ソーダ中心）や消石灰の無料配布
  - 対策資金の準備・配布、無利子融資、仮払金
  - 動物園、役所、イベントなどでの消毒槽の設置
  - 県や市町村の対策本部の設置、第1回会議
  - 空港や港などでの消毒液設置
  - 宮崎、熊本、鹿児島、大分県では車両消毒の義務化（6月初旬から）
  - 宮崎県では人の集まる公共施設の閉鎖（県立図書館や公民館など）
  - セリ市、各種畜産イベントの中止、延期
  - 動物園などでのふれあい中止
  - 牧場体験学習など受け入れ停止
  - 埋却用地の確保
  - 営農相談、経営相談、心のケア
  - 異常家畜発見時の生産者等からの24時間通報体制（夜間休日も）を整備。
- 宮崎県
  - 種牛55頭、現在5頭（美穂国6歳、福乃国13歳ほか）。年間子牛出荷78,391頭（2009年）、4割を県外に。2008年第9回全国和牛共進会で内閣総理大臣賞7頭独占（5年に1回）。
  - 宮崎牛、佐賀牛、松阪牛の4割、常陸牛の3割、信州和牛（但馬牛にはならない[226]）
  - 4月28日、緊急対策として総額約33億円の今年度一般会計補正予算を専決処分することを決定し、家畜を薬殺処分した農家や小売業者らへの融資枠を245億円分設定した[227]。
  - 5月12日、口蹄疫で影響を受けた豚・牛の農家に対し、当面の生活資金として200万 - 100万円を上限に無利子・無担保で貸し付ける新たな制度など、約2億1000万円の一般会計補正予算を専決処分した[228]。
  - 6月11日県、宮崎市、都城市で公共施設を閉鎖。県図書館、運動公園、公民館など。
- 鹿児島県
  - 種牛24頭。鹿児島牛、松阪牛、さつま黒豚。
  - 和牛飼育37万頭（北海道に次ぐ）全国2位、豚飼育134万頭、全国一位。
  - 曽於中央家畜市場の子牛の年間取り扱い2万6千頭。全国1位。
  - 宮崎県の南に隣接…自動車だけではなく風雨による感染が心配
  - 5月7日知事命令による消毒[229]
  - 5月20日、県内の各自治体やJAは、宮崎県の口蹄疫に伴う競り市延期で、子牛農家支援策を決定[230]。
  - 5月24日種牛の半分12頭を離島に移動する第1陣として、県肉用牛改良研究所（曽於市）（宮崎県境まで7.5 km）の6頭を喜界島に向けて船積み[231]（他に冷凍精子の一部を移動予定）。
  - 5月25日現在、24時間消毒ポイント9ヶ所。
  - 5月26日種豚改良協会（霧島市）などの種豚候補のうち20頭を、県農業大学校（日置市）に移動させた。また、種子島へ移動させる予定だった種牛、種牛候補の計6頭と種豚候補約120頭は、屋久島に移すことに変更した[232]。
  - 6月12日宮崎県都城市の感染に伴い道路封鎖80本を要請するが、自治体の体制が整わず一部にとどまる。
- 大分県
  - 種牛36頭。豊後牛（「勝福平」2010年2月最優秀検定ほか）
  - 肉用牛64,600頭（2008年）
  - 4月30日、口蹄疫の県内発生予防に万全を期するとともに、畜産農家の経営支援を行うため、「大分県口蹄疫総合対策本部」を設置[233]。
  - 5月28日3ヶ所で24時間消毒液マットによる全車両消毒を開始[234]。
  - 6月11日県畜産研究部（竹田市久住町）の種牛36頭のうち、主力種牛7頭を国東市の国東町畜産振興公社畜舎に避難させた。さらに現在精液を供給する基幹種牛12頭のうち最大5頭も避難させる[235]。
  - 6月11日宮崎県境の国道3か所だけの消毒ポイントを、12箇所新規設置し宮崎、熊本県境に拡大する[236]。
- 熊本県
  - 種牛16頭。くまもとあか牛。肉用牛147,600頭。
  - 5月13日、困窮した農家への経営支援策として総額80億円の無利子融資枠を設定し、追加の防疫対策をまとめた[230]。
  - 5月25日現在、消毒ポイント9ヶ所（7ヶ所は7-19、1ヶ所24時間、1ヶ所7-17）
  - 5月27日県は県農業研究センター（合志市）の「くまもとあか牛」4頭と黒牛の種牛と種牛候補の計6頭を、来週にも県内2ヶ所（阿蘇市と天草地方）に分散させることを決めた。凍結精液6万本のうち約1万本も八代市に移動させる[237]。
  - 6月20日、4月下旬から休止中の家畜市場6か所は、えびの市で感染終息が確認された翌日の6月5日に7月1日再開を決定。飛び火したが、15日の再協議で、当初決めた通り7月再開を確認した。出荷待ちの子牛が1千頭を超える南阿蘇畜産農協（高森町）。塚元組合長（56）は「高齢や女性の生産者が多く、牛が成長しすぎて手に負えなくなったり、畜舎に収容しきれなくなったりして悲鳴を上げている」と早期再開を訴える[238]。
- 長崎県
  - 種牛29頭。壱岐牛、五島牛。肉用牛90,700頭
  - 5月20日、県が農家支援策として、消毒液配布や無利子融資を実施すると発表[239]。
  - 5月21日、すべての農家に消毒薬を配布するほか、競りの延期で影響を受けた農家に1頭あたり35万円（1経営体当たり最大500万円）の無利子の資金融資も行う[240]。
  - 6月11日6月末に県肉用牛改良センター（平戸市）の29頭のうち最大10頭を離島の小値賀島（小値賀町）に移す。
  - 7月6日、県北振興局が、佐世保市小佐々町で、殺処分された家畜を埋却する演習を行った。管内3市2町の行政・農協・建設ら120人が参加した。繁殖用和牛6頭、子牛6頭が殺処分され、農場から徒歩圏内に埋却するという想定で、24人が埋却作業にあたった[241]。
- 佐賀県
  - 種牛8頭。佐賀牛。肉用牛64,100頭
  - 5月14日、JAグループ佐賀は当面の対策として、子牛や子豚などの競り中止を今月末まで延長し、出荷できない農家を支援するため、仮払金を支払うことを決定[242]。
  - 6月11日福岡・長崎の県境の国道中心に計7か所に消毒ポイントを新規設置し、畜産関係車両を消毒する。
- 福岡県
  - 肉用牛28,500頭。
  - 5月21日、「福岡県口蹄疫防疫対策本部」を設置し、第1回の会議を開催。家畜伝染病予防法に基づいた知事命令による消毒も開始された[243]。
  - 知事命令による消毒を7月16日まで延長。埋却地準備を市町村に要請[244]。
- 沖縄県
  - 肉用牛84,000頭。
  - 5月17日、市町村やJAなど関係者と内容を相談した上で、独自の農家支援を検討[245]。
  - 5月20日、口蹄疫侵入防止対策を話し合う緊急会議を県庁で開き、那覇空港と那覇港で21日から、観光客らの靴底消毒を実施することを決定[246]。
  - 7月2日、県は被害が拡大した時に、種牛などを伊平屋村に避難させる。県家畜改良センターの系統造成豚35頭、県畜産研究センターの種牛3頭、アグー豚4頭、ボア種山羊2頭の合計44頭が避難対象となるが、現在避難予定はない。
- 島根県
  - 肉用牛34,800頭
  - 6月10日雲南市木次町の県畜産技術センターに保管の凍結精液29万本の一部1年分6,900本を、70km離れた江津市江津町の西部農林振興センター江津家畜衛生部に移動した。
  - 7月5日県畜産技術センター（雲南市）の全29頭の種牛の一部5頭を避難牛舎に移動させる。牛舎は、隠岐の島町の旧隠岐空港跡の車庫を改装し、7月中をめどに整備する。また、県内で発生した場合に使用する消毒薬や防護服、豚を殺処分する装置などを、各家畜保健衛生所や各畜産技術センターに約3000万円の予備費で配備する[247]。
- 香川県
  - 肉用牛19,000頭
  - 5月18日、県内で牛や豚を飼育する畜産業者423戸に対して8週間分の消毒剤を支給することを決めた[248]。
- 高知県[249]
  - 4月20日 - 4月23日、県内偶蹄類家畜に対する緊急調査を実施。
  - 4月21日、5月7日、緊急防疫会議を開催。
  - 5月3日から、宮崎県に家畜防疫員を派遣し、防疫措置を支援。
  - 5月12日、九州から宿毛湾港への上陸車両の消毒を開始。
  - 5月17日、口蹄疫対策にかかる関係部局長会議を開催。
  - 5月18日、宮崎県で発生した口蹄疫に係る四国4県緊急畜産課長会議を開催。
  - 5月20日・21日、県内の畜産農家へ消石灰を無料配布。
  - 冷凍精液を県内の複数の家畜保健衛生所に分散させる方針。種牛については「管理体制を考えると、県畜産試験場が一番安全かもしれない」。
- 愛媛県（宮崎県の海向かい）
  - 5月26日、県畜産研究センター（西予市）の「愛媛甘とろ豚」の雄豚約40頭のうち、種豚となる7頭を県内3ヶ所（大洲市ヶ所、西条市2ヶ所）に移動させる[250]。
  - 九州から船で上陸するすべての車両を24時間態勢で消毒。
  - すべての畜産農家に消毒薬を配布。
- 兵庫県
  - 肉用牛58,600頭。
  - 但馬牛（超エース級6頭（8割）、エース級6頭、種牛候補28頭）
  - 生産農場2,566戸 92,850頭(乳用牛502戸 19,300頭、肉用牛2,022戸 47,500頭、豚42戸26,050頭)
  - 4月30日、農林水産技術総合センター畜産技術センターで集中管理している12頭の基幹種雄牛の凍結精液のうち、約5,300本（6頭、約2ヶ月分）を北部農業技術センターへ移動。
  - 5月25日、農林水産技術総合センター（加西市）の但馬牛のエース級種牛3頭を含む6頭と、北約50キロの北部農業技術センター（朝来市）にいる種牛候補6頭を、お互いに交換し移し替える予定[251]。
  - 5月28日、来週中の県下一斉消毒を決定[252]。
  - 異常家畜発見時の生産者等からの24時間通報体制（夜間休日も）を整備。
- 岡山県
  - 肉用牛35,100頭
  - 5月25日、畜産研究所（美咲町）の種牛16頭（エース級3頭と候補13頭）のうち6頭を、南東約30キロにある所（赤磐市）に、数日中に牛舎を新築してから移す[253]。
- 岩手県
  - 肉用牛112,400頭（全国4位・宮崎、鹿児島、北海道のつぎ）
  - 県畜産研究所種山畜産研究室（住田町）にある凍結精液18万本と種牛18頭。凍結精液のうち3万本を6月14日から20km離れた宮古市県宮古地区合同庁舎で保管する。

宮崎県外に口蹄疫が広がった場合、特に優れた種牛12頭を種山に残し、残りの6頭は50km離れた外山畜産研究室（盛岡市）に移す。県内で発生した時には種山では種牛だけを飼育し、残りすべて別の場所に移す。
- 新潟県
  - 339戸で約12,600頭の肉用牛。うち、黒毛和種は296戸で約4,500頭。黒毛和種は年間約1,800頭が食肉用に、うち約800頭が高級和牛「にいがた和牛」として流通[255]。
  - 新潟県口蹄疫発生時対策要領：危機対策課、畜産課(P18)
  - 地域振興局番：口蹄疫対応標準マニュアル平成22年5月31日 新潟県：防災局危機対策課農林水産部畜産課(p48)
- 山口県
  - 無角和種・種牛2頭、飼育200頭。肉用牛19,100頭。
  - 18,000本の凍結精子の半分を美祢市から20km離れた萩市へ。
- 三重県
  - 肉牛が222戸、乳牛が69戸、養豚が64戸などで、計約16万4000頭の牛や豚
  - 6月12日調査、7割が埋却用地確保。
- 滋賀県
  - 牛2万2千頭、豚1万頭（子牛1万頭の4割は宮崎産）（2009年7月）
- 神奈川県
  - 529農家、乳牛9830頭、肉牛4788頭、豚7万9791頭（2010年2月）
  - 予防策パンフレットを全529農家に配布。
  - 消石灰60kgを全農家に配布[256]。

## 社会的影響

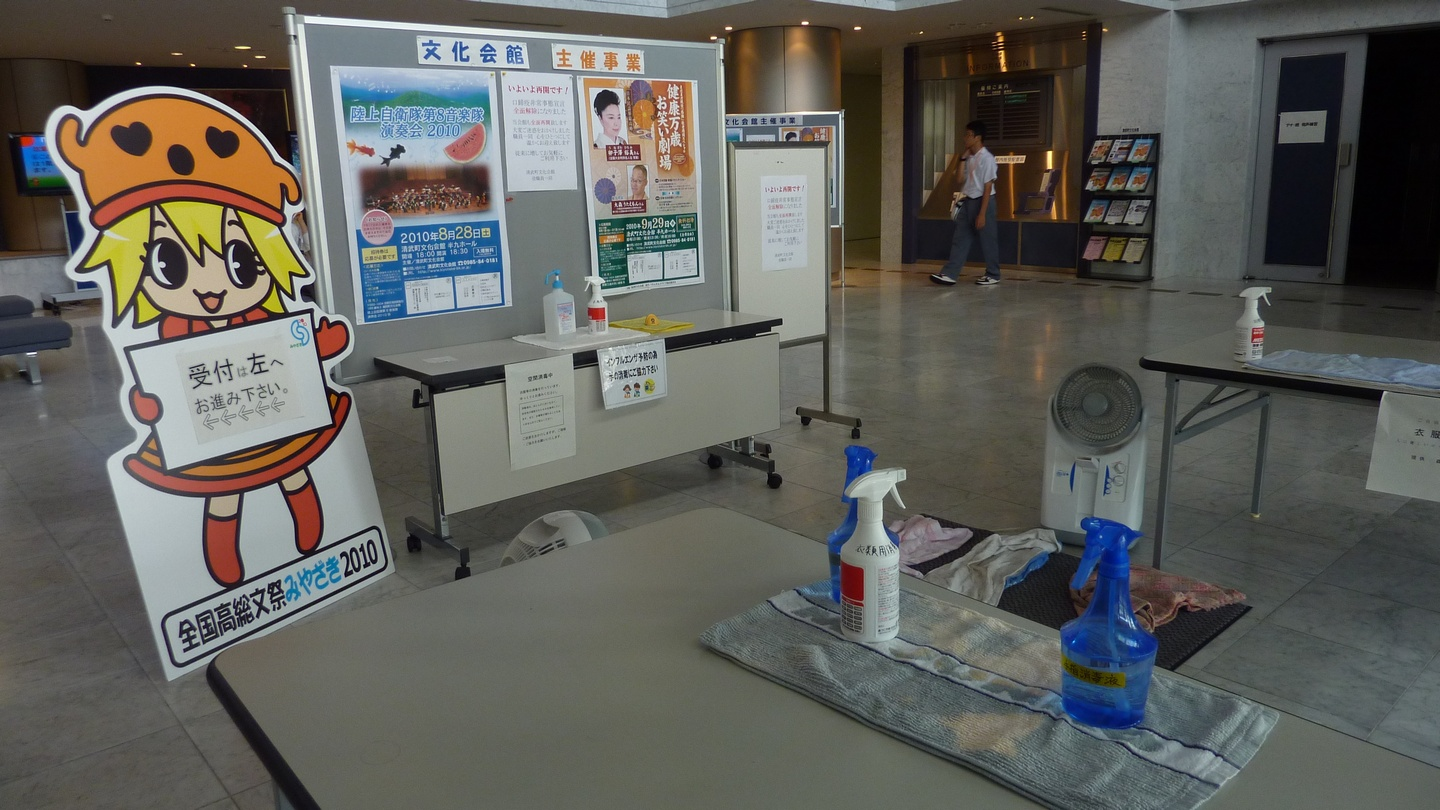
非常事態宣言解除後（8月）に開催された全国高等学校総合文化祭においても消毒活動は継続した

- 北海道浦幌町の民間団体・『うらほろ子ども農山漁村交流プロジェクト』は、2010年7月6日から2泊3日の日程で、大阪府立鳳高校の修学旅行生320人を、酪農体験のため受け入れることになっていたが、口蹄疫の流行を受け、口蹄疫が発生している宮崎県などからの航空便が到着する大阪府の空港から現地入りすることや、北海道庁が「部外者を無闇に牧場に入れるべきではない」と畜産関係者に要請したことなどから、修学旅行生がウイルスを持ち込む可能性も否定できないとして、受け入れを中止した[257]。
- 2010年5月23日に行われる予定だったサッカーJFL前期第12節のホンダロック vs FC琉球戦（宮崎市生目の杜運動公園陸上競技場）と6月6日に行われる予定だった前期第14節のホンダロック vs アルテ高崎戦（延岡市西階総合運動公園陸上競技場）が『宮崎県内における「口蹄疫」発生における感染防止対策』として中止・順延となった[258][259]。また6月27日に行われる予定だった前期第17節のホンダロック vs MIOびわこ草津戦（宮崎市生目の杜運動公園陸上競技場）を6月26日にMIOびわこ草津のホームゲーム（会場は湖南市市民グラウンド陸上競技場）として開催し、後期第12節（10月24日）に予定していた同じカード（MIOびわこ草津ホームゲーム）を前期第17節と入れ替えてホンダロックのホームゲーム（10月24日に延岡市西階総合運動公園陸上競技場で開催）として開催することになった[260]。さらに7月11日に行われた後期第2節のホンダロック vs ツエーゲン金沢戦と7月25日に行われた後期第4節のホンダロック vs 松本山雅FC戦は無観客・非公開試合（一般来場者の観戦禁止）で会場も非公表となった[261][262]。無観客試合はJFLではリーグ発足後初となった。またスポーツイベントが会場を非公開とするのも異例となった。その後7月27日の非常事態宣言の全面解除を受けて8月以降のホンダロックのホームゲームは予定通り開催されることとなり、順延となった2試合も8月中に消化した[263]。
- 第92回全国高等学校野球選手権宮崎大会も、一般客を立ち入り禁止としたが、出場選手の保護者・親族に限り入場は許可されている。その後非常事態解除のため、準決勝・決勝は一般市民や出場選手以外の生徒・保護者らの入場も解禁された。
- 高文連十勝支部は十勝管内の基幹産業たる酪農業への影響を避けるため、第34回全国高等学校総合文化祭宮崎大会に十勝支部から出場する予定だった7校91人の不参加を決めた。

### 風評被害
- 県内の運送業が宮崎ナンバーであるがために県外で積み荷の受け取りを拒否される。

## 関係者
（実名を基本とし、公開情報のみ使用）

### 宮崎県
- 知事：東国原英夫（ひがしこくばる ひでお）
- 副知事：河野俊嗣
- 家畜防疫対策監：岩崎充祐
- 農政水産部次長：押川延夫

### 鳩山内閣 2010年6月7日まで
- 内閣総理大臣：鳩山由紀夫（はとやま ゆきお）（政府対策本部長）
- 内閣官房長官：平野博文（ひらの ひろふみ）
- 農林水産大臣：赤松広隆（あかまつ ひろたか）元社会党書記長
- 農林水産大臣臨時代理（大臣外遊中）：福島瑞穂（ふくしま みずほ）社民党党首、参議院比例区、宮崎県延岡市出身、宮崎大宮高校卒業。
- 副大臣：山田正彦（やまだ まさひこ）九州比例区。政府現地対策本部長（1970年代に畜産業を営み、中国の青島から輸入した牛400頭を飼育、豚出荷年8000頭。石油危機による輸入飼料の高騰で挫折）。
- 副大臣：郡司彰（ぐんじ あきら）
- 首相補佐官（農山漁村地域活性化担当）：小川勝也（おがわ かつや）参議院北海道（現地対策本部No.2）
- 政務官：佐々木隆博（ささき たかひろ）
- 政務官：舟山康江（ふなやま やすえ）北大農学部農業経済学科卒、農水省キャリアーで結婚退職。44歳。

### 菅直人内閣 2010年6月8日から
（沖縄県普天間基地移設問題で社民党連立離脱）
- 内閣総理大臣：菅直人（かん なおと）。元新党さきがけ副代表
- 内閣官房長官：仙谷由人（せんごく よしと）。元社会党、東大法中退（司法修習22期合格）
- 農林水産大臣：山田正彦（やまだ まさひこ）
- 農林水産副大臣・現地対策本部長：篠原孝（しのはら たかし）、京大農学博士、農水省キャリア、農林水産政策研究所長で退職。

#### 農林水産省
- 事務次官：井出道雄（いで みちお）50年東大法卒。畜産部長、官房長を経て2008年（平成20年）1月林野庁長官、同年5月次官。60歳[264]。
- 官房長：佐藤正典、52年東大法。2009年（平成21年）1月から現職。前消費・安全局長。
- 審議官：山田修路
- 消費・安全局長：平尾豊德（現地対策本部の農水省事務方トップ）大臣官房経理課長、総合食料局次長。
- 生産局長：本川一善
- 生産局畜産部長：佐藤一雄
- 九州農政局長：宮本敏久

##### 食料・農業・農村政策審議会家畜衛生部会 牛豚等疾病小委員会
農林水産省公報資料より。
臨時委員
- 田原 健 （社）鹿児島県家畜畜産物衛生指導協会事務局長（小委員会委員長）（元鹿児島県農業開発総合センター畜産試験場）
- 岡部 信彦 国立感染症研究所感染症情報センター長
- 寺門 誠致（てらかど のぶゆき） 共立製薬取締役先端技術開発センター長 （元農林水産省家畜衛生試験場長）（元委員長代理）

専門委員
- 明石 博臣 東京大学大学院農学生命科学研究科教授
- 今田 由美子 動物衛生研究所動物疾病対策センター長
- 佐藤 英明 東北大学大学院農学研究科応用生命科学専攻教授
- 清水 実嗣 微生物化学研究所研究開発部長（元動物衛生研究所長）
- 津田 知幸 動物衛生研究所企画管理部長（元動物衛生研究所九州支所 臨床ウイルス研究室アルボウイルス研究グループ 代表（前回の宮崎の流行を現場で対処）

## 問題
- 3月下旬、発端となった感染疑い牛発生から感染が確定される4月20日まで、牛の症状が「教科書通りの口蹄疫とは異なる初期症状」であったために口蹄疫と診断できず、宮崎県は経過観察とした。また、『朝日新聞』が宮崎県に行なった電話取材によれば、東国原知事への連絡も4月20日前後まで行われなかった[16]。
- 4月30日、赤松農相は防疫対策を引き続き強化することで急激な感染範囲の拡大は起こらないと判断し、予定通りの10日間の日程でメキシコ、キューバ、コロンビアを外遊した。5月10日には戸別所得補償制度の周知と加入促進PRのために秋田へ行く予定であったが8日の時点で急遽延期し、宮崎県口蹄疫防疫対策本部への出張決定[266]。外遊から帰国後、「外遊したことに地元から反感が出ているが、どう認識しているか」と問われ「対策へ支障があったことはないし、全く問題はない。万全の態勢でやってきた」と回答[267]。
- 4月30日、自民党の口蹄疫病対策本部が政府に対し42項目に渡る対策を申し入れるが面会に応じたのは舟山康江大臣政務官のみで「県の初動が悪かったせい」「十分対策をとっている」「自衛隊の協力は、国民に不安を与えかねないので、慎重に考えたい」と回答していた[268]。（リンク先は、古川禎久衆議院議員のサイトであるが、既に記事は存在しない。）の後5月3日には、舟山もデンマークへ外遊。
- 5月10日、赤松農相は宮崎県知事との会談に同席した自民党議員に対し「“参院選前だから”みんな色々言いたいことはあるんだろうけど、それぞれの（国会の）委員会で」と発言[269]。「家畜を埋める場所を自分たちで確保できるはずがない。国有林や県畜産試験場などを開放してほしい」等の農業関係者らの要望に対し、「権限の問題ですべてを国がやれないのが宿命」と返答[270]。
- 5月7日の支援要請に対し、民主党の小沢一郎幹事長は口蹄疫対策は「大変大きな県の課題」と発言[271]。
- 畜産農家への融資を担う独立行政法人や社団法人は政府の事業仕分けの対象となり口蹄疫発生後に基金の返納や事業の縮小などの判定を受け、動きが鈍くなっているとされている[272]。
- 5月14日、赤松農相は東国原知事らが口蹄疫が今後一段と広がった場合、一定地域内に限り感染していない家畜を含め全頭殺処分する可能性を指摘していることに関し、「所有者が、自分の意思で勝手に殺すのは全く構わないが、健康な家畜を殺すのはどうなのか。人の財産権を侵すことは慎重に考えないといけない」と消極的な姿勢を示した[273][274]。
- 5月15日、宮崎牛の種牛施設で49頭が感染していたことが確認された。エース級種牛6頭は避難済みだったが[275]、そのうちの1頭「忠富士」に感染が確認され、5月22日に殺処分された[276]。このことはテレビで大きく取り上げられ、口蹄疫について盛んに報道されるようになった。
- 5月29日、宮崎県家畜改良事業団が延命を求めていた種牛49頭の中の2頭が発熱し口蹄疫に感染したことを、宮崎県が国に報告していなかった[277] と朝日新聞が報じた。
- 感染規模が広がったのは政府の初動対応の遅れであるとの論調が多いが、政府は適切な対応をしていると説明している。東京大学の明石博臣教授は、今回宮崎で発生した口蹄疫に対する対策は、国際獣疫事務局の指針に沿って農水省が定めた「特定家畜伝染病防疫指針」に基づき適正に行われているという認識を示している[278]。
- 佐々淳行は、国家危機管理の能力を問い、赤松農水大臣を始めとする（当時の鳩山政権の）閣僚の連休中の外遊について批判している[279]。
- 44例目の口蹄疫発症となった家畜を所有していた農家の一人は、「来週中[注釈 1] に終わるように、1日に1万頭殺処分を目標にしてください」と要求した赤松について、1万頭分の穴を掘るだけでも20日間かかることから物理的に不可能な要求で現状を把握していないと指摘した[280]。

## 作品
命のあしあと」～宮崎発地域ドラマ～ 』 NHK BS-3 2013年1月27日（日） 22時00分～23時00分・・・出演：陣内孝則,高岡早紀,大地康雄,泉谷しげる,温水洋一,原田夏希ほか 原作：清水有生、上田和摩プロデューサー